# Segundo franquismo

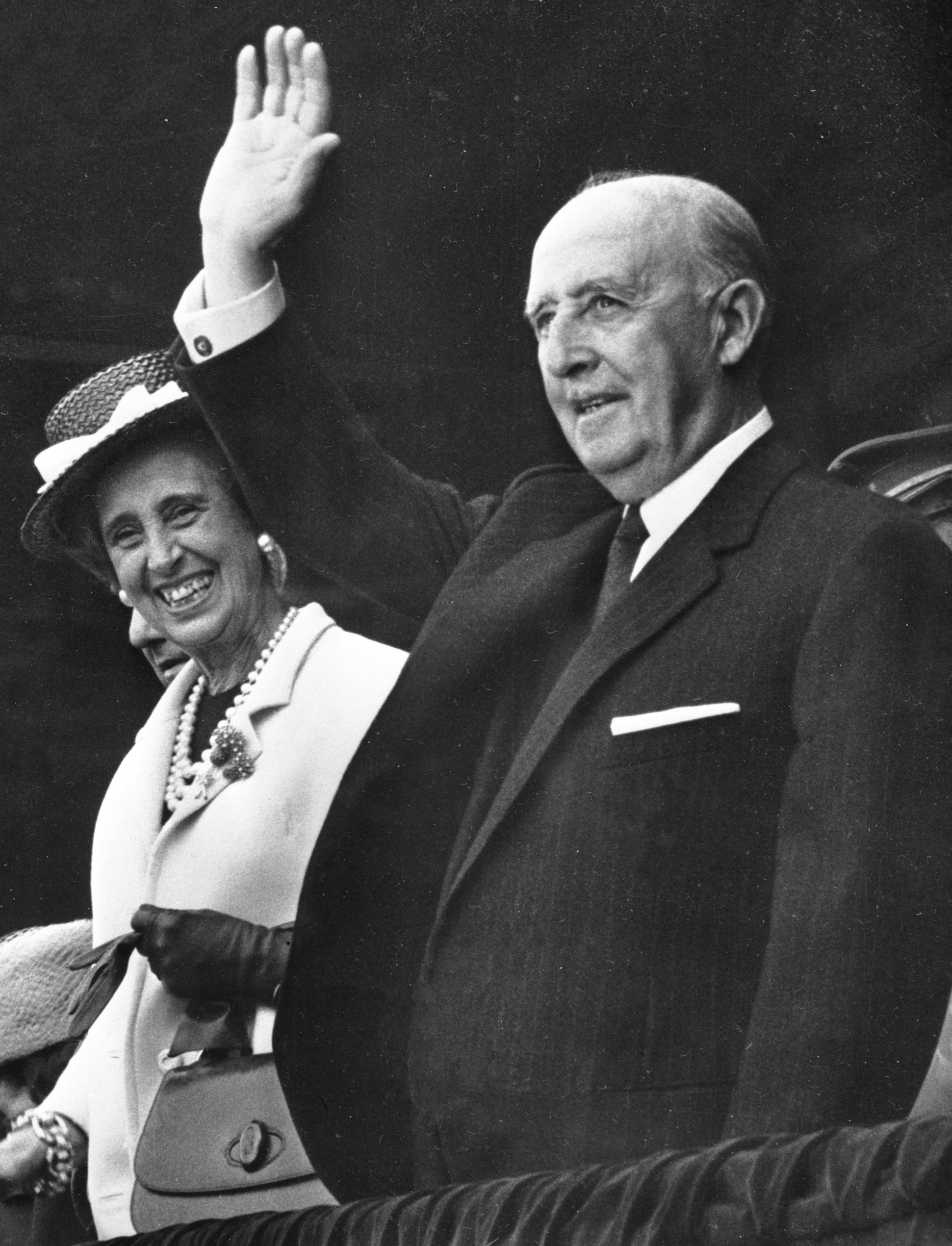
Franco y su esposa Carmen Polo de Franco en 1968.

El segundo franquismo (1959-1975), también llamado franquismo desarrollista, fue la segunda gran etapa de la dictadura del general Franco, después del primer franquismo (1939-1959). Fue el período durante el cual se produjo un crecimiento económico espectacular —se habló del «milagro económico español»— que dio lugar a una «gran transformación» social, pero que no estuvo acompañada de cambios políticos. Se suele dividir en dos subetapas: la primera, de 1959 a 1969, caracterizada por los fracasados intentos de «apertura» del régimen y que termina con el triunfo de los «inmovilistas» encabezados por el almirante Carrero Blanco; y la segunda, de 1969 a 1975, también llamada del «tardofranquismo», que ocupa los años finales de la dictadura, marcados por el asesinato de Carrero Blanco en diciembre de 1973 y la enfermedad final de Franco, que murió el 20 de noviembre de 1975.

## El franquismo de 1959 a 1969

### La crisis final del modelo autárquico: el Plan de Estabilización de 1959
Entre 1957 y 1959 la economía española se encontraba «al borde del abismo», en expresión del economista de la época Juan Sardá, uno de los padres del Plan de Estabilización de 1959: inflación desbocada; déficit en la balanza de pagos, con una situación próxima a la bancarrota por el agotamiento de las reservas de divisas y en peligro de suprimirse importaciones imprescindibles como el petróleo; una moneda sobrevalorada cuyo tipo de cambio había que ajustar al real; una desaceleración del crecimiento económico cercana ya a la recesión.
Para afrontar la difícil situación, el equipo de «tecnócratas» del Opus Dei del gobierno nombrado en 1957 procedió en primer lugar a la desregulación parcial del mercado de trabajo al reducir —que no eliminar— la potestad exclusiva que tenía el Ministerio de Trabajo para fijar los salarios y las condiciones laborales en todo el país. Así, en abril de 1958 fue promulgada la Ley de Convenios Colectivos, por la que la determinación de las condiciones de trabajo —incluidos los salarios— quedaba en manos de empresarios y de trabajadores que negociarían libremente los convenios —aunque dentro de la Organización Sindical franquista—.

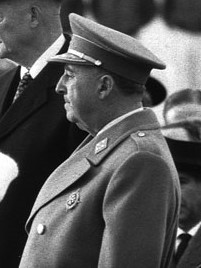
Franco en 1959. Costó mucho convencerle para que aprobara el Plan de Estabilización, especialmente la devaluación de la peseta.

A continuación, los «tecnócratas» tuvieron que convencer a las altas jerarquías del régimen —y especialmente al propio general Franco, tarea que no fue nada fácil— de que la aguda crisis económica que se estaba padeciendo respondía en última instancia al agotamiento del modelo autárquico e intervencionista iniciado tras la guerra civil, que aunque había sido corregido desde 1951, aún «estrangulaba» al sistema económico español. Por tanto, había que poner fin a ese modelo y desregular la economía para que fuera el mercado el que asignara los recursos. Además había que abrirla al exterior importando lo que fuera se producía con menores costes y dando entrada al capital extranjero para la renovación y la ampliación del aparato productivo, que permitiera a su vez aumentar las exportaciones.
Fue así como nació el Plan de Estabilización y Liberalización económicas, un conjunto de disposiciones decretadas entre el 17 de julio y el 5 de agosto, con la finalidad de «dar una nueva dirección a la política económica, a fin de alinear la economía española con los países del mundo occidental y liberarla de intervenciones heredadas del pasado que no se corresponden con la necesidades de la situación», según consta en el Memorándum aprobado el 30 de junio y dirigido por el gobierno español al FMI y a la OECE.
Según José Luis García Delgado, las medidas que pusieron en marcha siguieron tres ejes centrales de actuación, «aunque no todos gozasen de igual firmeza». El primero pretendía «conseguir la disciplina financiera, imprescindible para afrontar una situación de intercambios más abierta, con medidas monetarias y presupuestarias» que constituyeron el plan de estabilización propiamente dicho: subida de impuestos indirectos y recorte de gastos para corregir el déficit presupuestario; establecimiento de un «tope máximo» en el crédito bancario y eliminación de la pignoración automática de las nuevas emisiones de deuda pública, para reducir la oferta monetaria y controlar la inflación. El segundo eje buscaba «alcanzar cierto grado de liberalización económica interior»: se cerraron decenas de organismos de control e intervención del mercado interior; se liberalizaron los precios de algunos productos. El tercero y último eje, y que resultó decisivo, lo constituyeron las «medidas de liberalización exterior»: se suprimieron las licencias de importación de numerosos bienes, aunque se mantuvieron sobre otros; se unificó el tipo de cambio de la peseta y se devaluó en un 30%, pasando de 42 a 60 pesetas por dólar; se levantaron muchas restricciones a las inversiones extranjeras.
Los objetivos del Plan se alcanzaron con bastante rapidez: estabilización de los precios, tipo de cambio de la peseta mantenido, saneamiento de la balanza de pagos, al combinarse la caída de las importaciones con el aumento de los ingresos por turismo y las primeras inversiones extranjeras; y así se conjuró el peligro de la suspensión de pagos.

### El «milagro económico español»
A partir del Plan de Estabilización de 1959 la economía española experimentó un crecimiento sin precedentes que acabó transformando radicalmente la estructura social española. La razón de este crecimiento hoy no ofrece dudas. Gracias a las medidas liberalizadoras puestas en marcha, la economía española pudo aprovechar, por fin, las favorables condiciones del mercado internacional y los impactos positivos del «hipercrecimiento» que se estaba produciendo en las economías occidentales desde el final de la II Guerra Mundial. Incluso el ritmo de crecimiento aún podría haber sido mayor si se hubiera continuado la política de flexibilización y liberalización emprendida en 1959, que se detuvo en 1964.

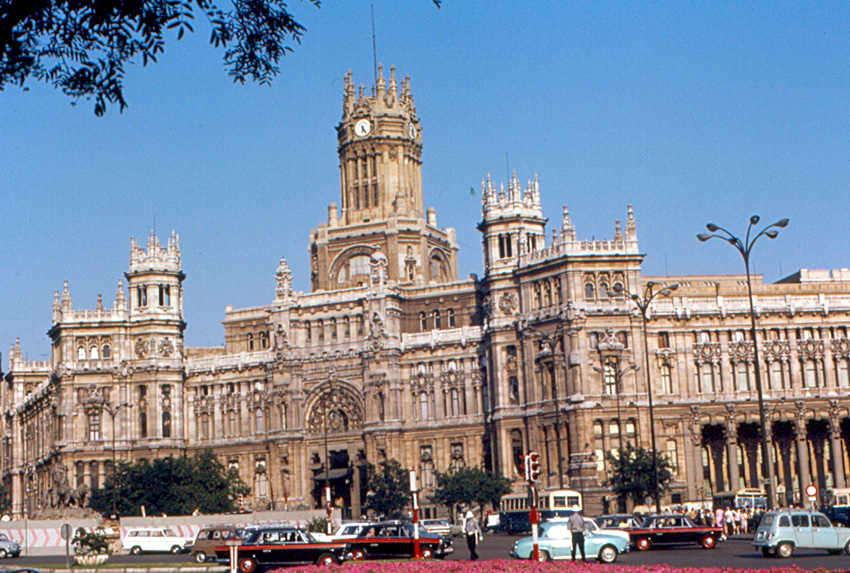
Plaza de Cibeles de Madrid en 1968.

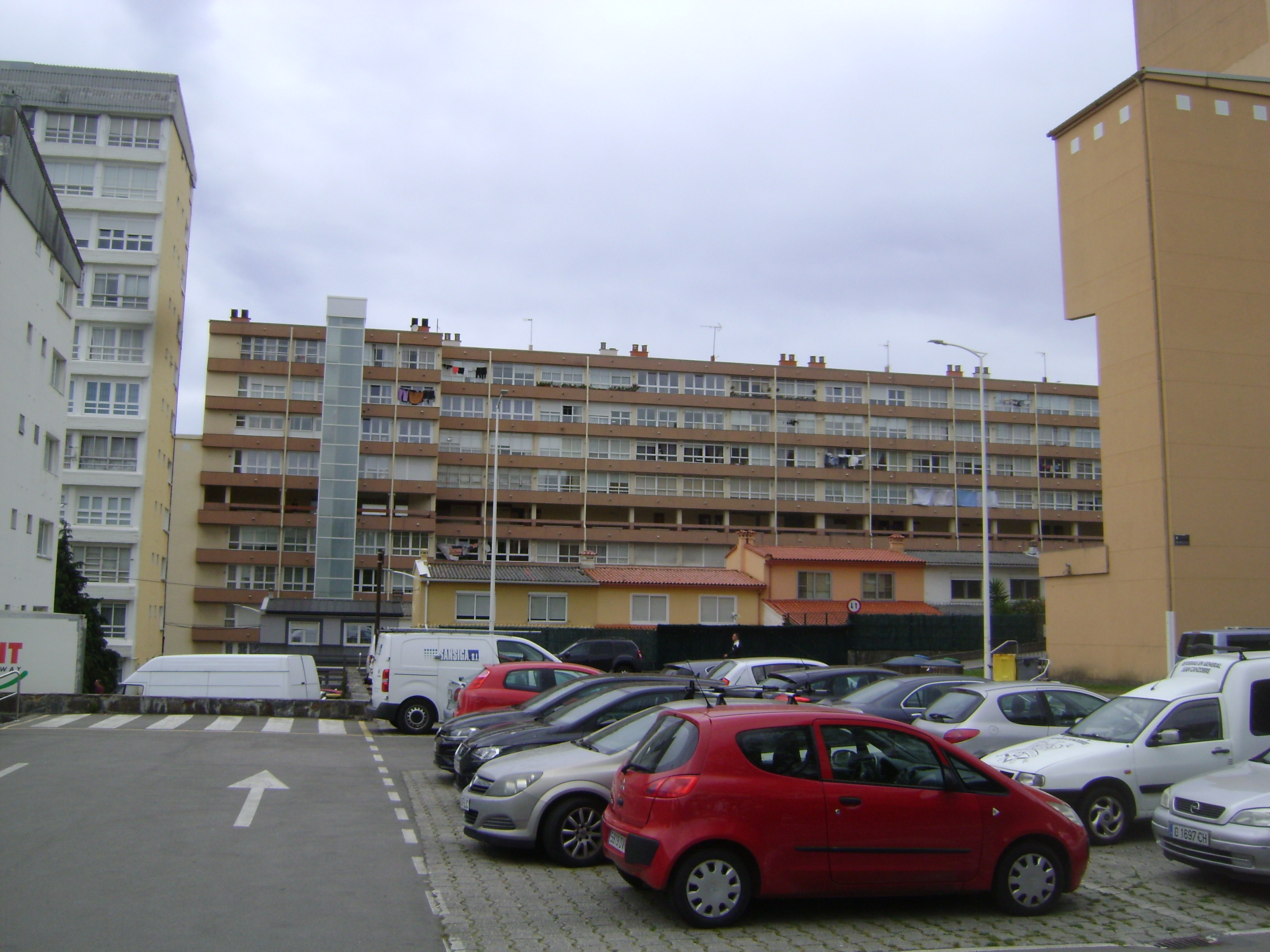
Imagen del Barrio de las Flores en La Coruña, de protección oficial, construido entre 1964 y 1967 e inaugurado por Franco.

Así pues, se puede decir que el crecimiento de los «dorados sesenta» fue el resultado de una recuperación de oportunidades anteriormente perdidas a causa de las limitaciones que imponían la política autárquica e intervencionista, ya que a partir de 1959 se pudieron aprovechar cuatro componentes esenciales: los bajos precios de las materias primas, en general, y de los productos energéticos en particular, especialmente el petróleo; la mayor disponibilidad de nuevas fuentes de financiación exterior, nutrida ahora de remesas de emigrantes [6.000 millones de dólares entre 1960 y 1975], divisas de turistas [de 6 millones de visitantes en 1960 se pasó a más de 34 millones en 1973] y entradas de capital [cerca de 7.000 millones de dólares entre 1960 y 1973], a modo de elementos compensadores de los fuertes déficits comerciales registrados en el periodo; la fácil adquisición, en un mercado internacional expansivo, de la tecnología y de los productos necesarios para secundar los cambios que el propio crecimiento impone en los patrones de la demanda de bienes de producción y de consumo; y las abundantes disponibilidades de mano de obra, que tenía sus dos grandes reservas en la población femenina y en la población agraria deseosa de incorporarse a puestos de trabajo industriales, con la válvula de seguridad adicional que permitía desviar hacia mercados laborales de otros países europeos la mayor parte de la fuerza de trabajo excedente (alrededor de dos millones de emigrantes), lo que hizo posible que la tasa de desempleo se mantuviera en unos niveles muy bajos —alrededor del 2% a lo largo de la década de los 60—.
Durante este periodo de enorme crecimiento —entre 1960 y 1973 fue superior al 7% anual y en la industria cerca del 10%— se produjo un cambio estructural en la economía: España dejó de ser un país predominantemente agrario para convertirse en un país industrial—la participación del producto agrario en el PIB bajó del 22,6% en 1960 al 11,6% en 1973 y la población activa agraria pasó del 39,8% en 1960 al 24,9% en 1970—. A principios de los años 1970 España se había convertido en la 12.ª potencia industrial del mundo.

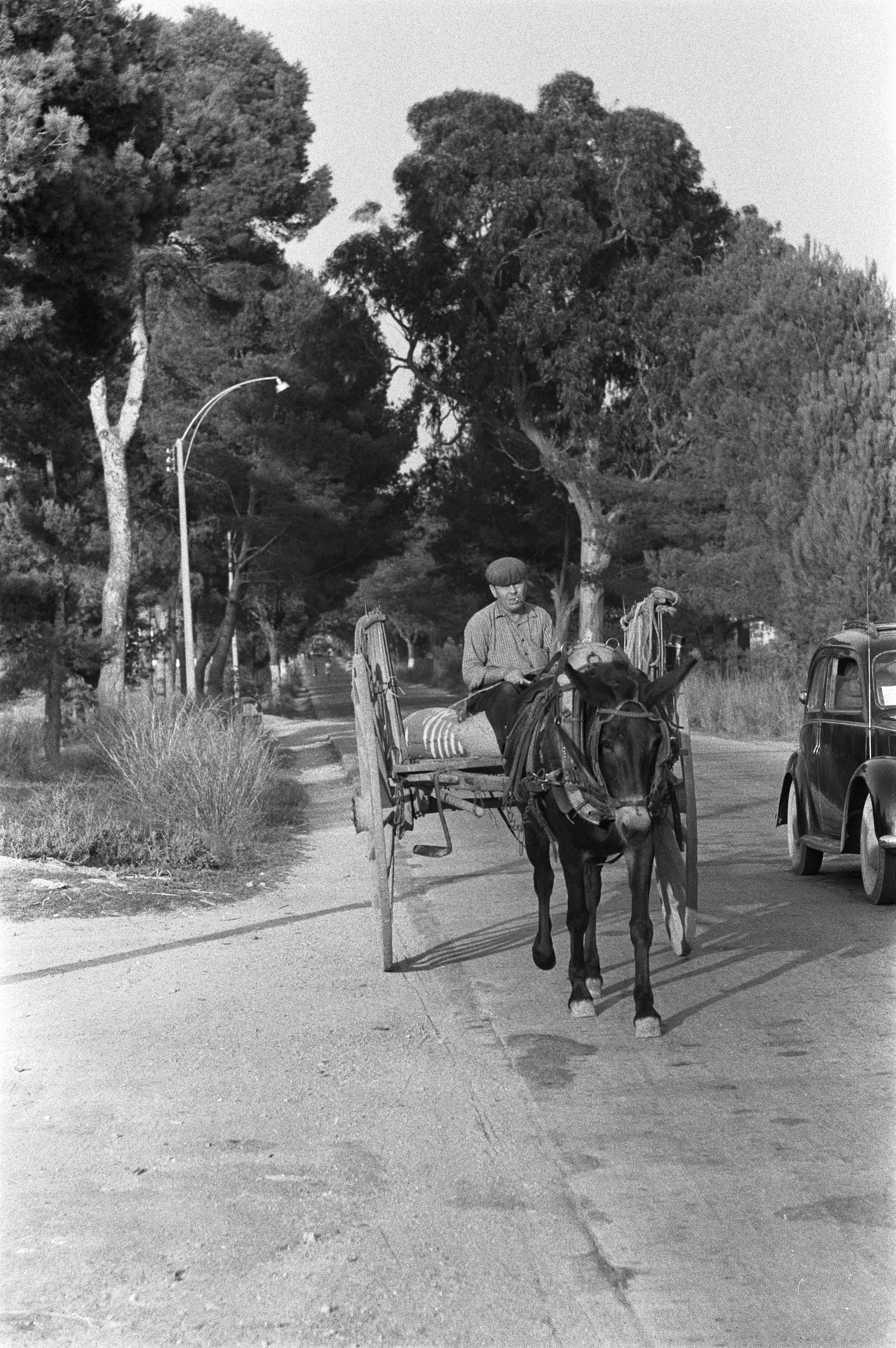
Carro por una carretera (1960). El sector agrario sufrió una gran transformación.

El sector agrario experimentó una profunda transformación provocada por el crecimiento industrial que tuvo dos efectos demoledores sobre el modelo tradicional de la agricultura española —es decir, sobre la agricultura cerealista basada en los bajos salarios, gracias a la abundancia de la mano de obra—. Por un lado, la demanda de mano de obra industrial dio lugar a un éxodo masivo de jornaleros y campesinos que emigraron a las ciudades y al resto de Europa. Por otro, el mayor grado de urbanización y el incremento de la renta provocaron un cambio en la demanda de productos agrarios, pasando a predominar los hortofrutícolas y los ganaderos, en detrimento de cereales, leguminosas y féculas. Así pues, el precio más elevado del trabajo —ante la reducción de la mano de obra disponible— forzó a los propietarios a sustituirlo por capital —se reduce el número de trabajadores en el campo en casi dos millones, mientras que se multiplica por tres el número de tractores—, y por otro, los propietarios se ven obligados a abandonar los cultivos tradicionales por otros nuevos para satisfacer a la nueva demanda —lo que implica un mayor uso de semillas selectas, fertilizantes, pesticidas, piensos, etc.—. Todo esto hace aumentar el nivel de capitalización necesario para mantener la rentabilidad de las explotaciones, lo que hace desaparecer a muchas pequeñas, aumentando el tamaño medio de las que permanecen. La consecuencia final es que la «agricultura tradicional» entra en crisis, siendo sustituida por una agricultura moderna, más intensiva en el uso de los factores productivos, lo que se traduce en notables aumentos de la productividad tanto de la tierra como del trabajo.

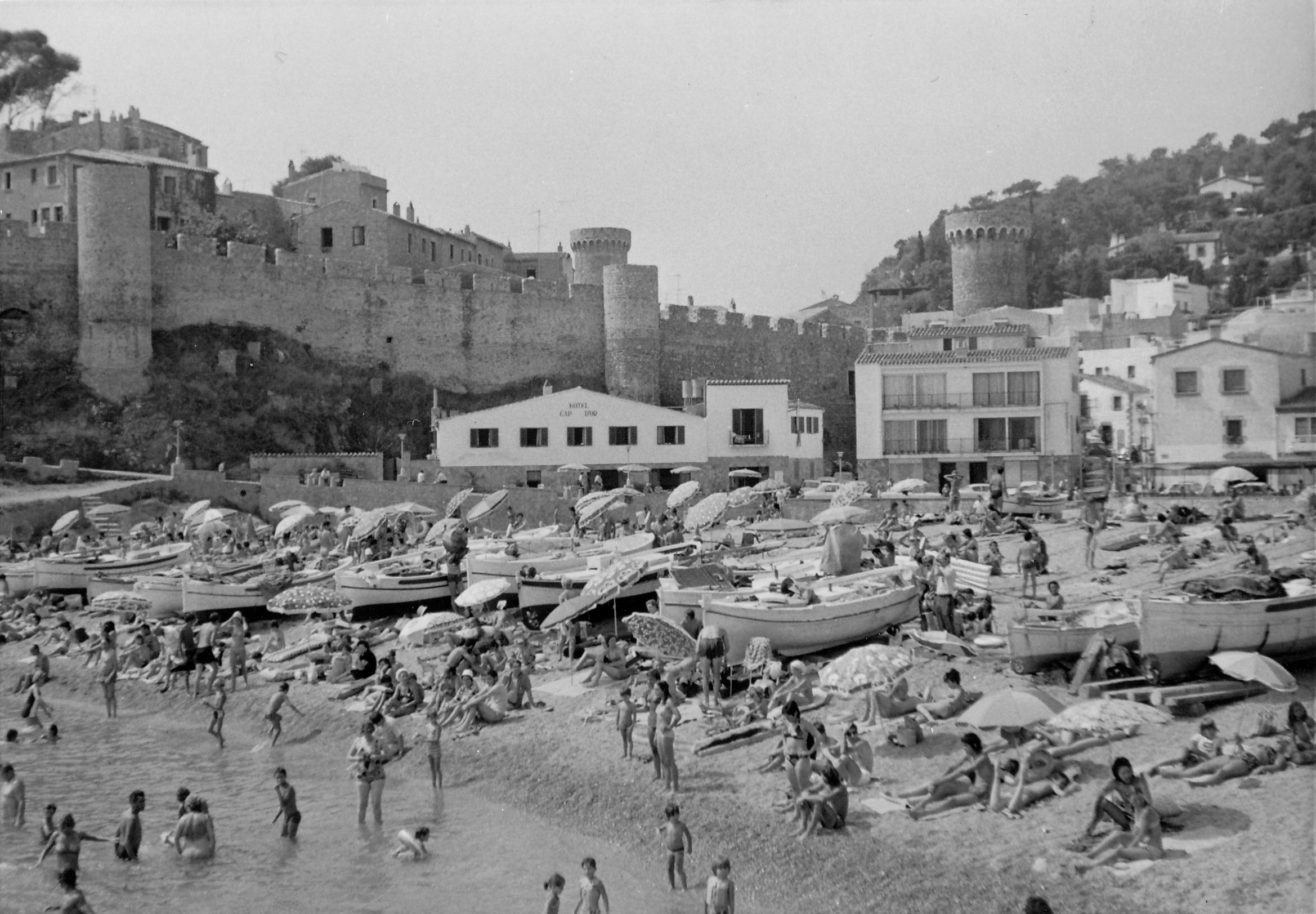
Playa de Tosa de Mar en 1974. El sector turístico fue clave en el crecimiento económico de los años dorados.

El sector industrial fue el que actuó como motor central de la expansión de la economía española en esta etapa. Según José Luis García Delgado, «los subsectores que obtienen las mayores ganancias de productividad, al tiempo que lideran el proceso de avance y cambio técnico, introduciendo y difundiendo las innovaciones tecnológicas desde la posición central que ocupan en la malla fabril, son las industrias químicas, sobre todo las básicas, las energéticas, salvo las extractivas [la minería del carbón siguió recibiendo por ello fuertes ayudas estatales], y las de construcción de maquinaria de todo tipo, en especial eléctrica».
Por su parte el peso del sector servicios comienza a superar al industrial a mediados de la década de 1960, tanto en población activa como en aportación al PIB. Así el proceso de industrialización va acompañado de un proceso de terciarización de la economía española. Los factores que lo explican son, según García Delgado, «el vigor del proceso de urbanización entre 1960 y 1975, las transformaciones en los medios de transporte y comunicación, la duradera expansión del turismo,.. y los renovados requerimientos que proceden del crecimiento industrial y de las mayores necesidades financieras y de comercialización de la agricultura».

### La reanudación de la «gran transformación» de la sociedad española
Según Santos Juliá, «lo que define a los años sesenta no es el comienzo del proceso de modernización, sino la reanudación de una historia paralizada por una voluntad política victoriosa al término de una guerra civil. Pues el triunfo de la rebelión y de la represión que se abatió sobre las clases obrera y campesina quebraron todas las tendencias al cambio social alumbradas desde principios de siglo». Pocos meses después de la muerte de Franco el antiguo franquista José María de Areilza (primer alcalde de Bilbao después de su «liberación» por las tropas sublevadas) emitió un juicio muy contundente sobre el franquismo a este respecto:

Es duro decirlo, pero el egoísmo de Franco retrasó en diez o veinte años la normalización económica del país y obligó a pasar al pueblo español un largo período de carencia y de atrasos que repercutió en todos los órdenes de la vida española, en la falta de progreso cultural y técnico y, por supuesto, en la evolución política y social de la entera nación... El desarrollo se hubiera llevado a cabo con otro modelo, no autoritario, sino democrático, y España tendría, ya hoy, una democracia política en rodaje activo y experimentado desde hace muchos años, con un nivel de vida bastante más elevado que el actual —el puesto 29 entre las naciones del mundo— sin necesidad de haber pasado por experiencias traumatizantes que todos conocemos y de las que todavía, ni el orden político, ni en el económico, ni en el social hemos salido del todo.

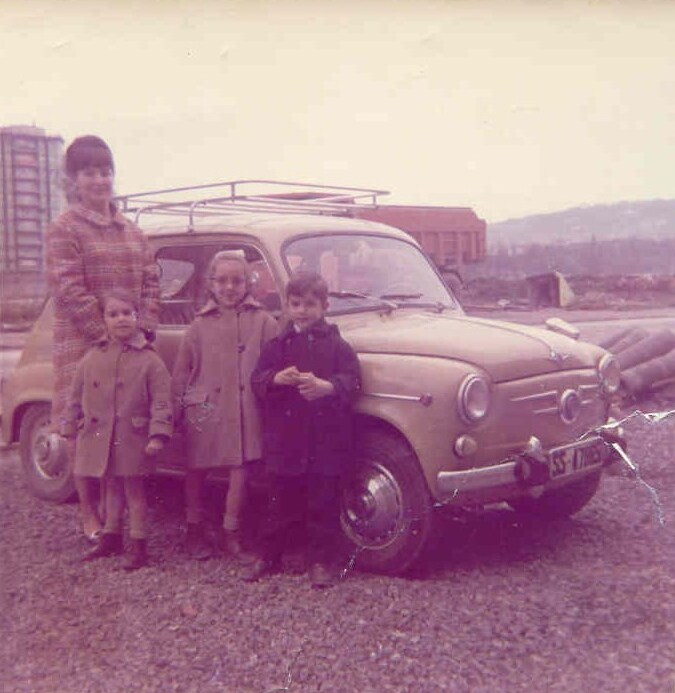
Una madre con sus tres hijos junto a su Seat 600 a mediados de los años 1960. El Seat 600 fue el símbolo de la nueva sociedad de consumo de masas.

Así pues, la reanudación de la «gran transformación» a partir de 1960 —aunque algunos cambios se iniciaron algunos años antes— constituye lo que algunos historiadores, como Enrique Moradiellos, han considerado que fue la paradoja del franquismo: que «el régimen político que había interrumpido literalmente durante veinte años el proceso de modernización económica y social iniciado en España a finales del siglo XIX [en 1950 el porcentaje de la población activa agraria seguía siendo superior al de 1930]» fue a partir de la puesta en marcha del Plan de Estabilización de 1959 su «nuevo promotor y patrocinador».
«En definitiva, durante los años sesenta fue conformándose una nueva sociedad española cada vez más próxima a sus homólogas de Europa occidental en su estructura, composición, características y grado de desarrollo y diversificación. Una sociedad progresivamente instalada en la cultura del consumo masivo y el disfrute del ocio, con una renta per cápita de 1.042 dólares en 1960 que se convirtió en 1.904 al término de la década (Italia pasó entonces de 1.648 a 2.653 dólares)».
Los cambios sociales que se produjeron fueron los siguientes:
1. Rápido crecimiento de la población. La población española creció durante la década de los sesenta al ritmo más elevado de toda su historia —pasando de 30 millones en 1960 a 35 en 1975—, debido fundamentalmente al descenso de la mortalidad —la esperanza de vida en 1975 ya alcanzaba los 73 años— y al mantenimiento en niveles altos de la natalidad —se produjo un baby boom entre 1960 y 1965—.[18][19]
2. Despoblación de la España rural. Cerca de tres millones de jornaleros y de campesinos pobres —propietarios o arrendatarios de pequeñas explotaciones agrarias— abandonaron sus pueblos y aldeas. El primer gran flujo migratorio se dirigió a Europa —hacia 1975 había cerca de un millón de españoles trabajando allí— y los envíos de dinero a sus familias fueron claves en la financiación del crecimiento de la economía española. El segundo flujo migratorio fue interior y se dirigió hacia las ciudades de las zonas industriales, para convertirse en la mano de obra que el crecimiento económico demandaba. Así, cuatro millones y medio de españoles abandonaron la provincia donde residían y se fueron a vivir a otra diferente entre 1960 y 1975, y de ellos casi tres millones procedían de núcleos rurales.[20][21]
3. Intenso proceso de urbanización. En 1970, un 37% de la población ya vivía en ciudades de más de 100.000 habitantes, y sólo un 45% vivía en núcleos de menos de 20.000 habitantes. Sin embargo, el espectacular crecimiento de las grandes ciudades —Madrid, Barcelona, Valencia, Sevilla, Bilbao y Zaragoza— con el nacimiento de los característicos barrios de inmigración obrera en el extrarradio y con la aparición de ciudades dormitorio en la periferia suburbana, se hizo de forma caótica y desordenada —obedeciendo exclusivamente a los intereses especulativos—, por lo que los nuevos barrios no fueran dotados de los equipamientos mínimos necesarios y también hubo fenómenos de chabolismo.[22][23]
4. Acentuación de los desequilibrios regionales. En cuanto al reparto de la población, el movimiento migratorio interior reforzó la tendencia, ya apuntada desde principios de siglo, al crecimiento del triángulo Madrid, Barcelona Vizcaya y de las zonas marítimas y a un simultáneo despoblamiento de las mesetas centrales —con la excepción de Madrid—.[20]
5. Transformación de la estructura social agraria tradicional. El éxodo rural incidió especialmente en el sector de los jornaleros y de esa forma se produjo la extinción «natural» del espinoso problema de la tierra en el sur latifundista. Además, esto cambió la tradicional relación entre propietarias y asalariados del campo, ya que los que prefirieron quedarse se adaptaron rápidamente a las nuevas condiciones de explotación agrícola y comenzaron a manejar máquinas en lugar de herramientas y a convertirse en trabajadores cualificados —con el consiguiente aumento de sus salarios—. Por su parte, los propietarios adoptaron formas empresariales de gestión.[24]
6. Aparición de una nueva clase obrera. En los años 60, gracias a la duración más larga y al ritmo más sostenido del crecimiento económico, los jornaleros del campo pronto pudieron convertirse en obreros cualificados de las industrias —que en 1970 representaban cerca del 75 % de la mano de obra—, y dados sus mayores salarios, esta nueva clase obrera pudo adquirir una vivienda en los barrios de los extrarradios de las ciudades.[25]
7. Aparición de unas nuevas clases medias. Los procesos de industrialización y de «tercerización» de la economía española trajeron consigo un notable incremento de los profesionales y técnicos contratados por las empresas industriales y de servicios, especialmente por las grandes. Estas «nuevas clases medias» —cuadros medios y superiores de la Administración, la banca y la empresa; nuevos profesionales y técnicos de la industria y los servicios, etc.— se sumaron a las «viejas» clases medias integradas por los pequeños patronos industriales, los empresarios y comerciantes familiares, los profesionales liberales clásicos, etc. Esto se tradujo en una «pirámide social» mucho menos polarizada.[26][27]
8. Aumento de los niveles de alfabetización y de escolarización. En 1970 la tasa de alfabetización superó, por fin, el 90%, lo que significó la eliminación de una pesada lacra que obstaculizaba la modernización social y productiva del país. Asimismo en esa misma fecha el 90% de los niños entre 6 y 13 años de edad estaban escolarizados. Sin embargo, el porcentaje de estudiantes universitarios aún era bajo.[28][29]
9. Relativa incorporación de la mujer al mercado de trabajo y a los niveles superiores de la enseñanza. Las mujeres se fueron incorporando al mercado de trabajo —sobre todo las más jóvenes—, aunque en unos niveles comparativamente más bajos —en 1970 apenas alcanzaban un 20% de la población activa total— que los de la mayoría de los países europeos. También aumentó su participación en los niveles medio (un 40%) y superior (un 30%) del sistema educativo. Todo esto repercutiría en su mayor autonomía frente a padres o maridos.[28] Una muestra de la resistencia del franquismo a este cambio puede ser la intervención que tuvo en las Cortes en 1961 la delegada nacional de la Sección Femenina Pilar Primo de Rivera con ocasión de la presentación del proyecto de Ley de derechos políticos, profesionales y de trabajo de la Mujer que dijo: «En modo alguno queremos hacer del hombre y de la mujer dos seres iguales; ni por naturaleza ni por fines a cumplir en la vida podrán nunca igualarse...».[30]
10. Nacimiento de una sociedad de consumo de masas. A lo largo de la década de los años 60 y principios de los 70, se fue incorporando progresivamente un mayor porcentaje de la población a las pautas de consumo de masas y de disfrute del ocio que se había iniciado en los años 1950 en el resto de países europeos. En 1971, un 56% de los hogares tenía televisor, el 66% frigorífico, el 39% teléfono, el 52% lavadora y el 35% automóvil propio. Como ha señalado, Enrique Moradiellos, «de hecho el ubicuo Seat 600 fue algo más que un utilitario puesto a la venta en 1957: iba a convertirse en el exponente y emblema de la nueva sociedad española y de su incipiente capacidad de consumo masivo. Significativamente, su generalización por las carreteras españolas sería paralela a la expansión global de nuevas formas de sociabilidad y de nuevos hábitos y costumbres difundidos por la televisión, los millones de turistas y los millares de emigrantes retornados. (...) Se trataba de todo un conjunto de actitudes y conductas contrarias a la ideología oficial del nacionalcatolicismo...».[17][31]

### El régimen franquista en la década del desarrollo

#### Los «tecnócratas» y la Ley Orgánica del Estado

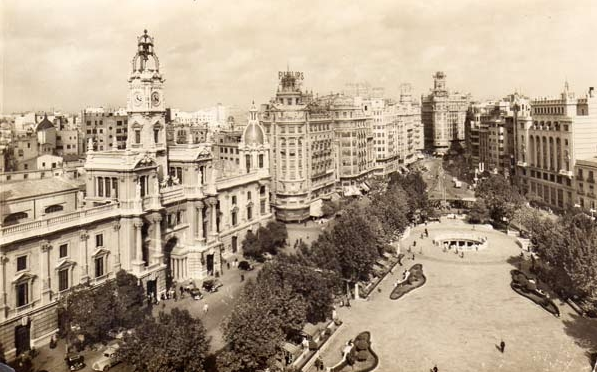
Plaza del Caudillo de Valencia (1962).

Gracias al apoyo de Carrero Blanco el grupo de «tecnócratas» del Opus Dei consolidó sus posiciones en las dos remodelaciones del gobierno que se llevaron a cabo en 1962 y 1965. En la primera se incorporaron dos nuevos ministros «tecnócratas» (Gregorio López Bravo en Industria, y Manuel Lora Tamayo en Educación), y en la segunda, entró en el gobierno, por fin, Laureano López Rodó, en un ministerio creado expresamente para él (el del Plan de Desarrollo).
El programa político de los «tecnócratas» se fijó como objetivo el aumento del bienestar material de la población —para dotar de esa forma de una nueva legitimidad «de ejercicio» al régimen franquista— pero manteniendo un férreo control sobre la misma, como lo puso de manifiesto la promulgación en julio de 1959 de la Ley de Orden Público que tipificaba como delito cualquier acto que amenazara «la unidad espiritual, nacional, política y social de España» y que mantenía las sanciones gubernativas que podían conducir a la cárcel sin que intervinieran los tribunales de justicia. Además la jurisdicción militar siguió siendo la competente para los delitos de «rebelión militar, bandidaje y terrorismo», entre los que se incluían la asistencia a reuniones no autorizadas o la realización de «plantes, huelgas o sabotajes y demás actos análogos, cuando persigan un fin político o causen graves trastornos al orden público». De hecho en enero de 1958 se había promulgado la Ley de Procedimientos Sumarísimos en Consejos de Guerra, «ajena a los procedimientos legales de un Estado de derecho», que estableció un Juzgado Militar Especial de Actividades Extremistas, cuyo juez instructor fue el coronel Enrique Eymar, antiguo presidente del Tribunal de Represión de la Masonería y el Comunismo.

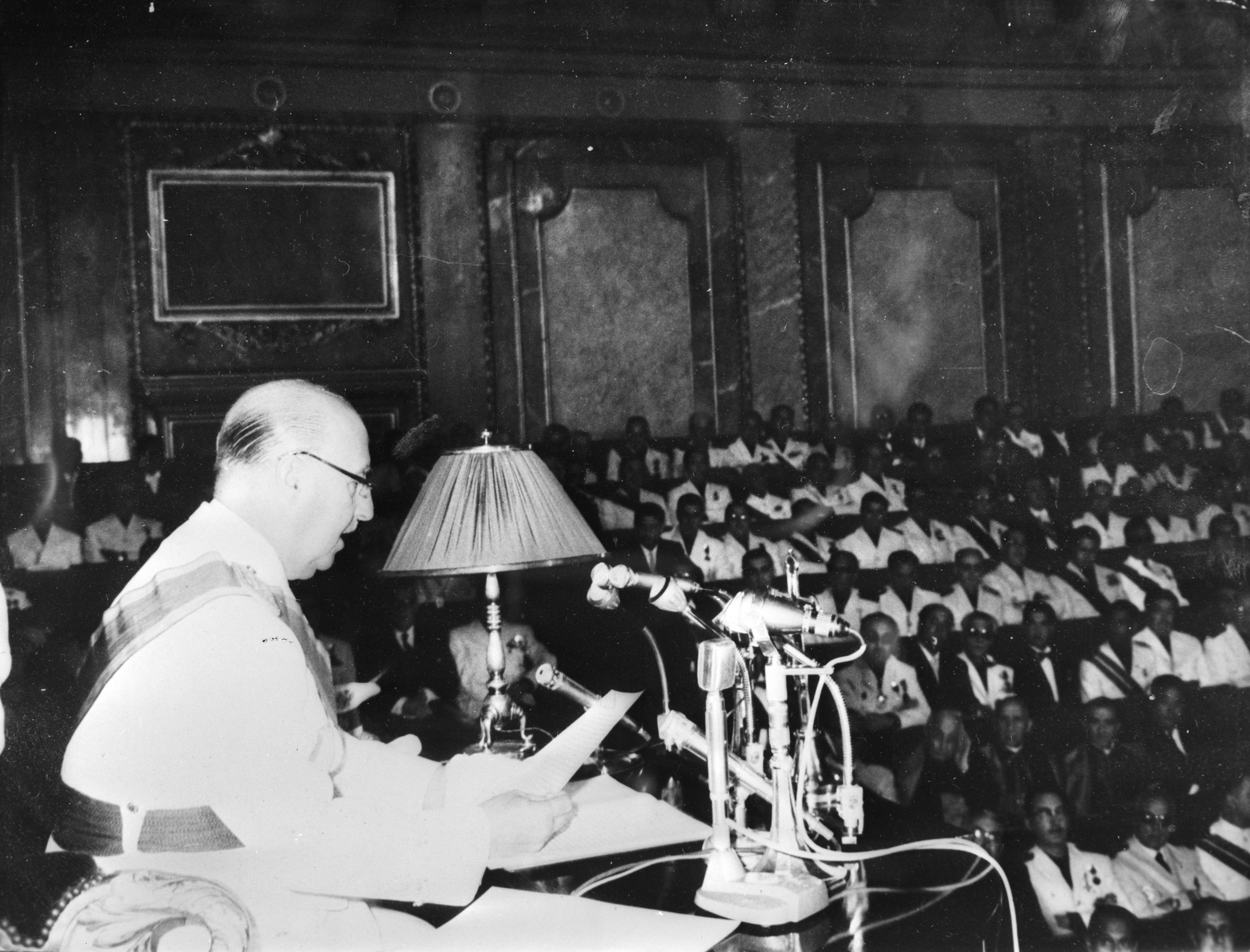
El Generalísimo Francisco Franco, con el uniforme del Movimiento, pronunciando un discurso en las Cortes (probablemente el 8 de julio de 1964, inaugurando la VIII Legislatura). Al fondo los procuradores, también de uniforme. En la parte inferior, tres obispos, también procuradores en representación de la Iglesia Católica.

Los «tecnócratas» eran conscientes de que el crecimiento económico no bastaba para asegurar la prosperidad de la población, por lo que propusieron crear un estado del bienestar bajo fórmulas autoritarias y con notable retraso respecto al resto de países de Europa Occidental. Así en diciembre de 1963 se aprobó la Ley de Bases de la Seguridad Social, que unificó los diversos sistemas de previsión y protección pública (seguro de enfermedad, vejez, viudedad, etc.) y amplió los mecanismos de cobertura social con cargo al Estado (sistema de pensiones, asistencia médica estatal...). Así hacia 1970 la cobertura de la seguridad social ya alcanzó a cerca del 80 % de la población.
EL segundo objetivo del programa político de los «tecnócratas» fue completar la institucionalización del régimen para asegurar su perdurabilidad «después de Franco». Y así en 1966 se aprobaba la Ley Orgánica del Estado —que había sido elaborada partiendo de un borrador del propio Generalísimo— que iba a constituir la última y la más importante de las «leyes fundamentales» del franquismo, ya que haría las veces de una Constitución, por lo que las otras seis «leyes fundamentales» fueron modificadas en aquellos aspectos que pudieran entrar en contradicción con ella, especialmente todo aquello que sonara a «léxico fascista y teología católica». «Franco había demorado durante varios años la presentación de la ley porque todos los grupos políticos habían expresado su deseo de influir en su redacción».

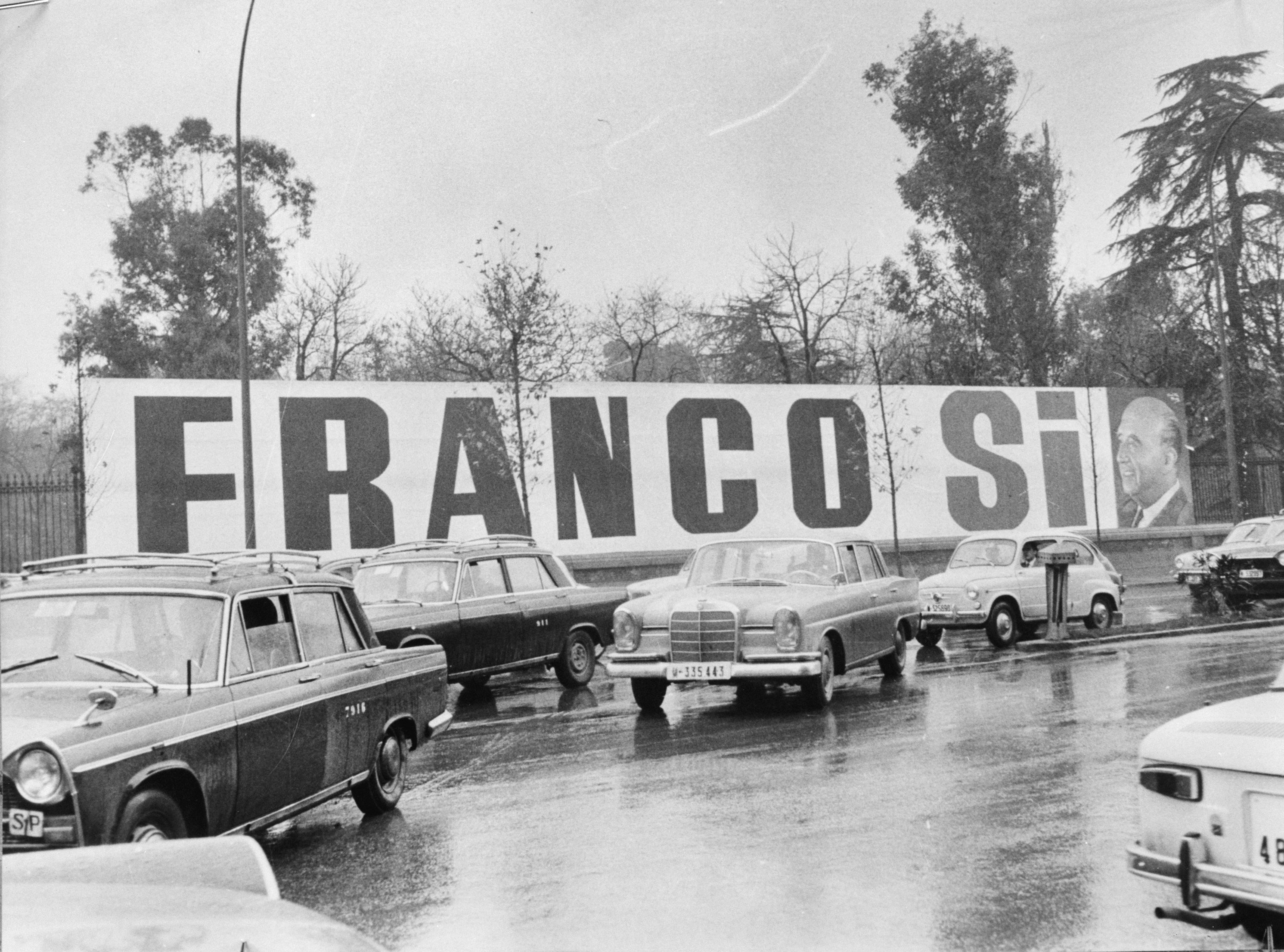
Cartel de propaganda a favor del 'Sí' en el Referéndum sobre la Ley Orgánica del Estado celebrado el 14 de diciembre de 1966 convertido en un plebiscito sobre Franco (no hubo propaganda a favor del 'NO').

En esta ley se definían con claridad las competencias del Jefe del Estado y del Gobierno y de su presidente, a los cuales quedaba supeditado el Consejo Nacional del Movimiento —al revés de lo que planteaba el proyecto «totalitario» de José Luis Arrese de 1956—. Las Cortes, en cambio, veían reforzada su posición al ser designadas como el «órgano superior de participación del pueblo español en las tareas del Estado», y su estructura era reformada mediante una mínima ampliación de las competencias de control de los 564 «procuradores» sobre los actos del Gobierno y a través de un nuevo mecanismo de elección «democrático orgánica» de los procuradores del «tercio familiar»: «dos representantes de la Familia por cada provincia, elegidos por quienes figuren en el censo electoral de cabezas de familia y por las mujeres casadas, en la forma que se establezca en la ley». La nueva ley definía el Movimiento como «comunión de los españoles en los principios fundamentales» y decía que estaba «abierto a todos los españoles en régimen de ordenada concurrencia», lo que parecía abrir la puerta al «asociacionismo» pero cuando en diciembre de 1968 se aprobó el Estatuto Orgánico del Movimiento quedó muy claro que tendrían un carácter muy restrictivo pues solo se aceptarían las que contribuyeran «a la formulación de la opinión sobre la base común del los Principios del Movimiento» (de todas formas se tardarían siete años en permitirse las «asociaciones»).
Para dotarla de una legitimidad «popular» la Ley Orgánica del Estado fue sometida a referéndum, que se celebró el 14 de diciembre de 1966 y en el que el 95,9% de los votantes dio su apoyo al sí (sólo el 1,8 % votó no). En la campaña del referéndum el ministerio de Información y Turismo se empleó a fondo a favor del SÍ, identificado con «vota paz». En uno de los carteles de propaganda se veía a una joven ama de casa con el lema «Piensa en tu hogar. Vota la paz». En otro cartel un niño intentaba recomponer un rompecabezas con la frase «vota paz», acompañado del lema: «Ellos votan... tú sí». Algunos miembros de la oposición «moderada» enviaron una carta al general Franco pidiendo que se aplazara el referéndum para que se realizara un verdadero debate sobre la ley antes de que los españoles se pronunciaran pero no recibieron ninguna respuesta. El propio Franco participó en la campaña final con una alocución televisada:

Llevo treinta años gobernando la nave del Estado, librando a la Nación de los temporales del mundo actual; pero, pese a todo, aquí permanezco, al pie del cañón, con el mismo espíritu de servicio de mis años mozos, empleando todo lo que me quede de vida útil en vuestro servicio. ¿Es mucho exigir el que yo os pida, a mi vez, vuestro respaldo a las leyes que en vuestro exclusivo beneficio y en el de la Nación van a someterse a referéndum?

#### Los proyectos de los «aperturistas»

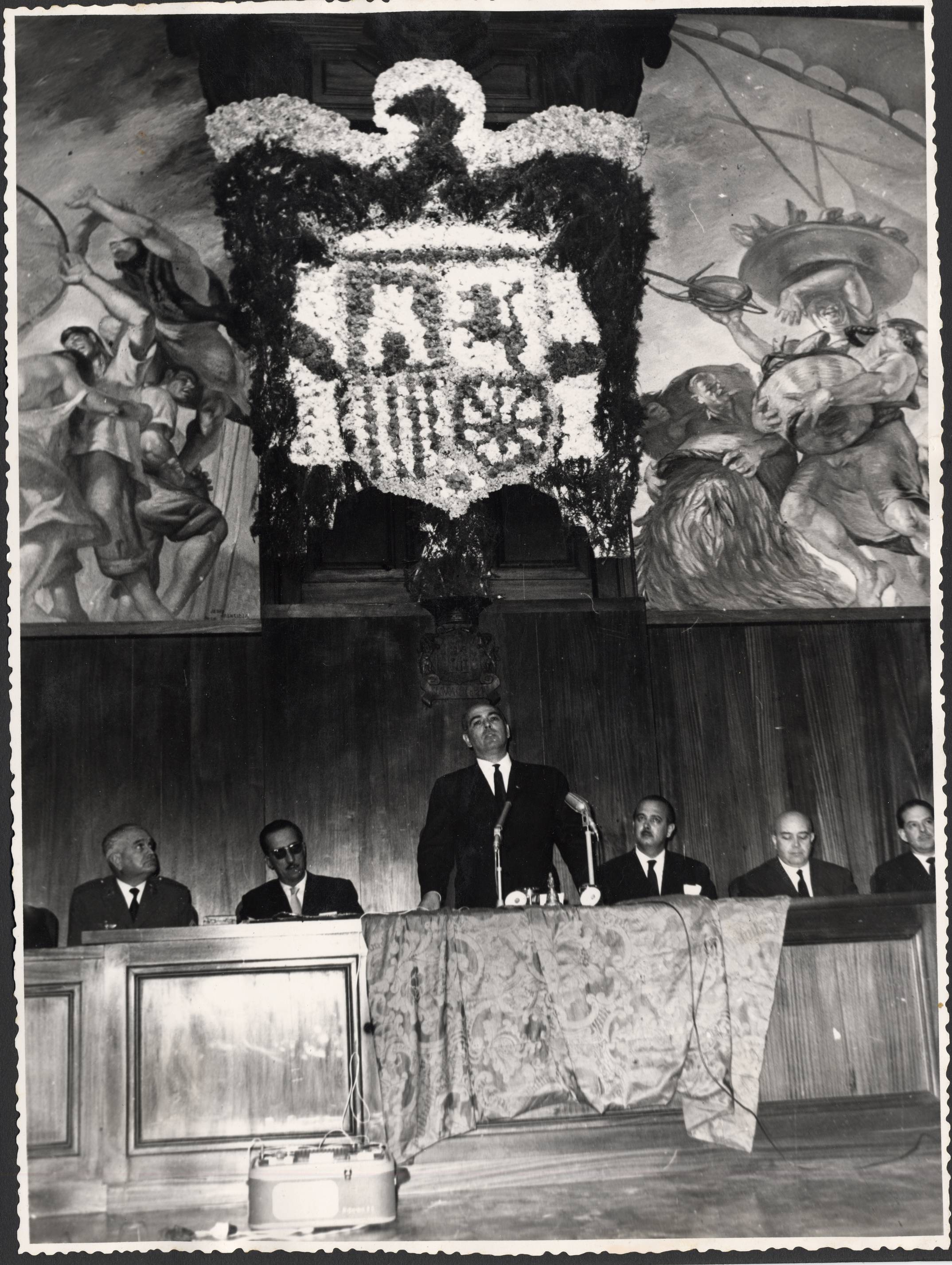
José Solís, ministro-secretario general del Movimiento, pronunciando un discurso en 1962 en Las Palmas, con un gran Escudo franquista al fondo.

Ante el ascenso de los «tecnócratas» los falangistas se «atrincheraron» en la Organización Sindical franquista promoviendo una «apertura» de la misma hacia los trabajadores que la convirtiera en un grupo de presión en el seno del franquismo. Ese fue el proceso que dirigió el ministro José Solís Ruiz y que culminó con las elecciones sindicales de «enlaces» y de «vocales jurados» de finales de 1966, que gozaron de una relativa libertad. Pero estas elecciones no reforzaron las posiciones falangistas, sino todo lo contrario, ya que sirvieron para que la oposición de izquierda a través del movimiento clandestino de las «comisiones obreras» copara muchos de los puestos elegidos. En 1968 se celebró un Congreso Sindical en Tarragona en el que se propuso crear un nuevo marco legal que asegurara la independencia de la Organización Sindical franquista, con la finalidad de favorecer la participación de los trabajadores y frenar así el crecimiento de los sindicatos antifranquistas clandestinos.
El proyecto «aperturista» de Solís se complementaba con la creación de «asociaciones» dentro del Movimiento, para dotar al régimen franquista de un cierto nivel de «participación» popular en el llamado «contraste de pareceres». En octubre de 1958 ya había creado la Delegación Nacional de Asociaciones con la misión de «ensanchar las bases de adhesión al Movimiento a grupos colectivos», y a cuyo frente había nombrado a Manuel Fraga Iribarne. Pero su proyecto —que ya estaba elaborado a finales de 1964— fue aparcado por la oposición «inmovilista» de los «tecnócratas» y de Carrero —que contaron además con el apoyo total del propio general Franco—, ante el temor de que las «asociaciones» pudieran ser la vía para la reaparición de los partidos políticos. Franco lo expuso claramente en un discurso pronunciado en Sevilla en abril de 1967:

Pero si a disculpa del contraste de pareceres lo que se busca son los partidos políticos, sepan en absoluto que eso jamás vendrá. Y no podrá venir porque significaría la destrucción y la desmembración de la patria; volver a la base de partida, perder todo lo conquistado. Implicaría la traición a nuestros muertos y a nuestros héroes.

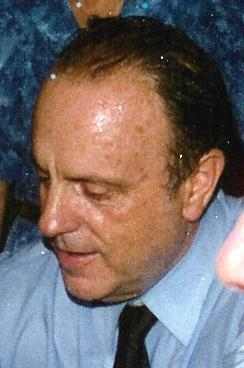
Manuel Fraga Iribarne hacia 1977.

En realidad los dos únicos éxitos apreciables que lograron los «aperturistas» fueron la aprobación de la Ley de Prensa e Imprenta de marzo de 1966, y la Ley de Libertad Religiosa de junio de 1967. La primera fue promovida por el joven ministro falangista, Manuel Fraga Iribarne, quien desde que ocupó el Ministerio de Información y Turismo introdujo una cierta relajación de la censura, lo que permitió que nacieran en 1963 tres revistas muy importantes para abrir el camino a la libertad de pensamiento en España: Atlántida, Revista de Occidente y Cuadernos para el Diálogo. Sin embargo, tardaría cuatro años en conseguir que se aprobara la Ley de Prensa.
La ley supuso un notable avance al suprimir la censura previa y autorizar a las empresas editoras a designar libremente al director del diario o de la revista. Sin embargo, no se trataba de una ley de libertad de prensa como ya anunciaba el preámbulo de la misma que afirmaba que su objetivo era «acometer la edificación del orden que reclama la progresiva y perdurable convivencia de los españoles dentro de un marco de sentido universal y cristiano, tradicional en la historia patria». Así la ley imponía unas duras sanciones administrativas, civiles y penales, si se sobrepasaban los límites del restrictivo artículo 2.º de la ley:

La libertad de expresión y el derecho a la difusión de informaciones reconocidos en el artículo 1.°, no tendrán más limitaciones que las impuestas por las leyes. Son limitaciones: 

-el respeto a la verdad y a la moral; 

-el acatamiento a la Ley de Principios del Movimiento Nacional y demás Leyes Fundamentales; 

-las exigencias de la defensa nacional, de la seguridad del Estado y del mantenimiento del orden público interior y la paz exterior;
 
-el debido respeto a las instituciones y a las personas en la crítica de la acción política y administrativa; 

-la independencia de los tribunales; y 

-la salvaguardia de la intimidad y del honor personal y familiar.

Por si no fuera suficiente con los límites del artículo 2.º se promulgó en abril de 1968 la Ley de secretos oficiales que permitía al gobierno prohibir que la prensa hablara de los temas que simplemente declarara «materia reservada». Además se modificó el Código Penal para que los directores cuyas publicaciones infligieran el artículo 2 pudieran ser castigados no sólo con multas sino también con la cárcel. Por otro lado, la «ley Fraga», como también fue conocida, «dejó al margen a la radio y a la televisión, cuyos espacios informativos siguieron estando estrictamente controlados por los agentes del gobierno. Las radios privadas continuaban obligadas a conectar varias veces al día con Radio Nacional, la emisora gubernamental, para radiar sus informativos que, sintomáticamente, muchos españoles seguían denominando con una expresión de la Guerra Civil: el parte».
En conclusión, «la ley de Prensa de 1966 acabó, ciertamente, con el estado de excepción permanente en que vivía el periodismo español y facilitó un mayor tono de debate en las páginas de los diarios y de aquellas revistas que se publicaban legalmente. Pero las publicaciones que surgían al calor de las nuevas realidades sociales y culturales, o las que intentaban facilitar cauces de expresión legal a la oposición (Cuadernos para el Diálogo, Triunfo, Cambio 16, el diario Madrid...) quedaron a merced de la voluntad de los goberantes, amenazados por las multas o las suspensiones gubernativas, por los secuestros y los procesos judiciales. Nunca había seguridad sobre dónde estaba el límite. Ya en 1967 se abrieron 22 expedientes de sanción, con fuertes multas casi todos, cifra que subió a 72 y 91 respectivamente en los dos años siguientes».
El segundo logro de los aperturistas, la Ley de Libertad Religiosa de 28 de junio de 1967, fue promovida por los católicos franquistas, concretamente por el ministro de asuntos exteriores Fernando María Castiella, de acuerdo con las nuevas orientaciones del Concilio Vaticano II. Previamente la Ley Orgánica del Estado había modificado el artículo 6 del Fuero de los Españoles cuya nueva redacción decía: «La profesión y práctica de la religión católica, que es la del Estado español, gozará de la protección oficial. El Estado asumirá la protección de la libertad religiosa, que será garantizada por una eficaz tutela jurídica que, a la vez, salvaguarde la moral y el orden público». Sin embargo, la ley impuso fuertes restricciones a las confesiones no católicas —debían inscribirse en un registro especial del Ministerio de Justicia y para realizar cualquier acto público de culto necesitaban la autorización del gobernador civil—, pues como dijo Carrero Blanco: «toda práctica que no sea católica compromete la unidad espiritual de España». A pesar de todo «la medida suponía el alivio de décadas de una durísima discriminación legal contra los aproximadamente 30.000 protestantes, 6.000 judíos y 3.000 musulmanes que entonces vivían en España».

#### La «Operación Príncipe» y el triunfo de los «inmovilistas»

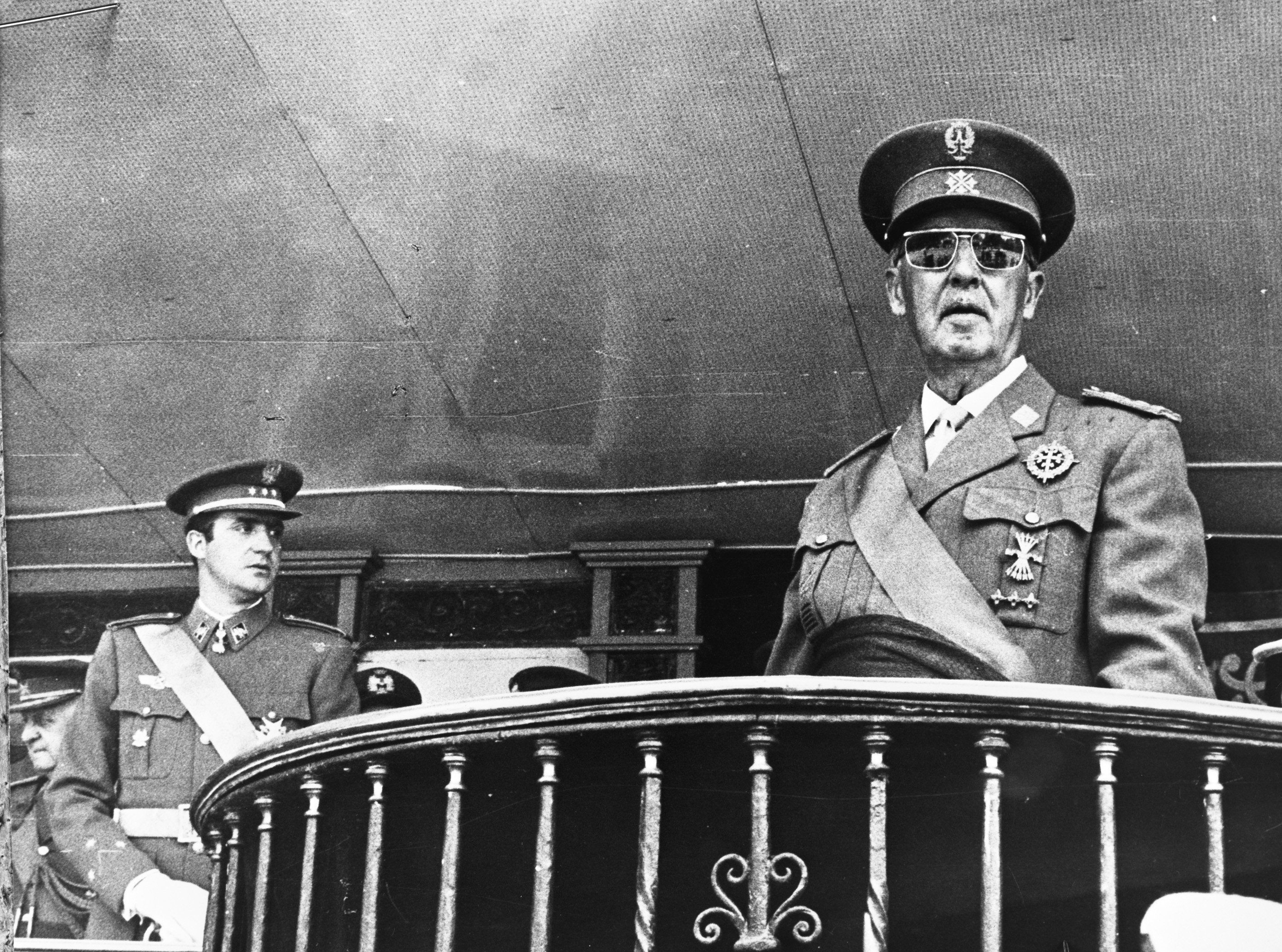
El general Franco presidiendo el desfile militar de la Victoria (Madrid, 5 de junio de 1969). En segundo plano el príncipe Juan Carlos a quien al mes siguiente Franco lo designaría como su sucesor «a título de rey».

Tras la promulgación de la Ley Orgánica del Estado, la posición de Carrero Blanco se vio reforzada al ser nombrado por Franco en septiembre de 1967 vicepresidente del gobierno. Eso le permitió poner en marcha la que sería conocida más tarde como la «Operación Príncipe», ideada a raíz del accidente de caza que sufrió el general Franco el día de Nochebuena de 1961 —le explotó un cartucho en mal estado causándole una herida leve en la mano izquierda— que puso en evidencia el riesgo que corría el régimen a causa de que el Generalísimo, de 69 años y con síntomas de padecer la enfermedad de Parkinson, no hubiera designado todavía sucesor. La «candidatura» que defendían Carrero y los «tecnócratas» desde finales de los años 50 era la del hijo de don Juan de Borbón, el príncipe Juan Carlos de Borbón, que desde 1948 estaba bajo la «tutela» de Franco, aunque también era el candidato del propio Generalísimo y así lo demostró cuando en 1964, en la celebración de los «XXV Años de Paz», Juan Carlos presidió junto a él el «Desfile de la Victoria» que se celebró en Madrid. Sin embargo, el general Franco no dejaba de recelar de los borbones liberales como dejó escrito en sus anotaciones de 1964: «Lo peor que pudiera pasar es que la nación cayese en manos de un príncipe liberal, puente hacia el comunismo».
A la «Operación Príncipe» se oponía un sector del falangismo contrario a la dinastía de los Borbones que prefería que Franco nombrara como su sucesor a un regente sin plazo de finalización. Estos regencialistas, encabezados por el ministro José Solís Ruiz, pretendían así dilatar la vuelta de la Monarquía. Apostaban por un sistema presidencialista parecido al gaulismo (es decir, asegurar la continuidad del régimen con un militar «revestido como regente»; posiblemente el general Muñoz Grandes, pero este no gozaba de buena salud: fallecería en 1970). Por otro lado, ciertos sectores franquistas (y del entorno familiar de Franco) promocionaron la candidatura de Alfonso de Borbón y Dampierre, nieto de Alfonso XIII, que había mostrado sus simpatías hacia el falangismo (en 1972 se casaría con María del Carmen Martínez-Bordiu Franco, nieta mayor del Caudillo).

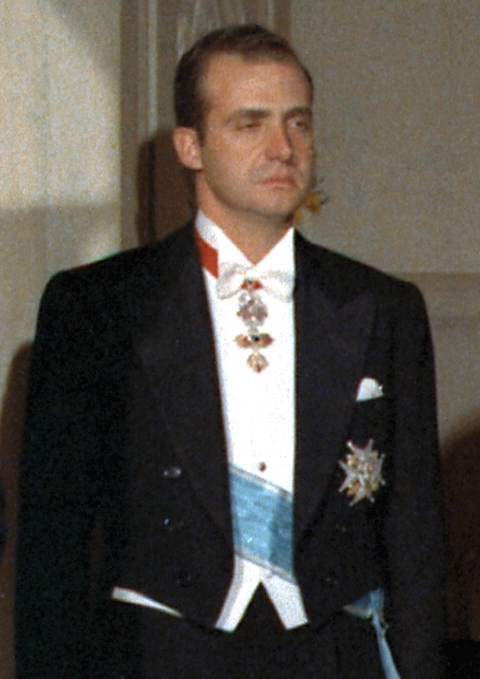
Juan Carlos de Borbón, Príncipe de España, en 1971.

«Finalmente, a principios de julio de 1969 [según otra versiones, en enero de ese mismo año], con 77 años de edad, Franco anunció a don Juan Carlos su decisión de nombrarle sucesor "a título de rey" y le pidió que aceptara o rechazara el ofrecimiento "allí, en seguida" y sin consultar a su padre (jefe de la casa de Borbón). El príncipe decidió anteponer la recuperación de la institución monárquica al principio de legitimidad dinástica y respondió: "De acuerdo, mi general, acepto". En consecuencia, el 22 de julio de 1969 Franco propuso a las Cortes el nombramiento de don Juan Carlos, "príncipe de España" [no de Asturias, como era tradicional en la Monarquía borbónica], como "mi sucesor" al frente de una "Monarquía del Movimiento Nacional, continuadora perenne de sus principios e instituciones". La votación, nominal y pública por petición expresa del caudillo, arrojó 491 votos afirmativos, 19 negativos y 9 abstenciones». En su discurso a las Cortes, el Generalísimo Franco insistió en que la nueva Monarquía «nada debe al pasado»:

Una vez conseguida la firmeza de nuestras instituciones... envié a las Cortes para vuestra deliberación la Ley de Sucesión a la Jefatura del Estado, por la cual el Estado español, de acuerdo con su tradición, se declaraba constituido en Reino. No se trataba de volver a lo arcaico y menos a lo pasado [...] En este orden creo necesario recordaros que el Reino que nosotros, con el asentimiento de la Nación, hemos establecido, nada debe al pasado; nace de aquel acto decisivo del 18 de julio que constituye un hecho histórico trascendente, que no admite pactos ni condiciones. [...] Se trata pues, de una instauración y no de una restauración.

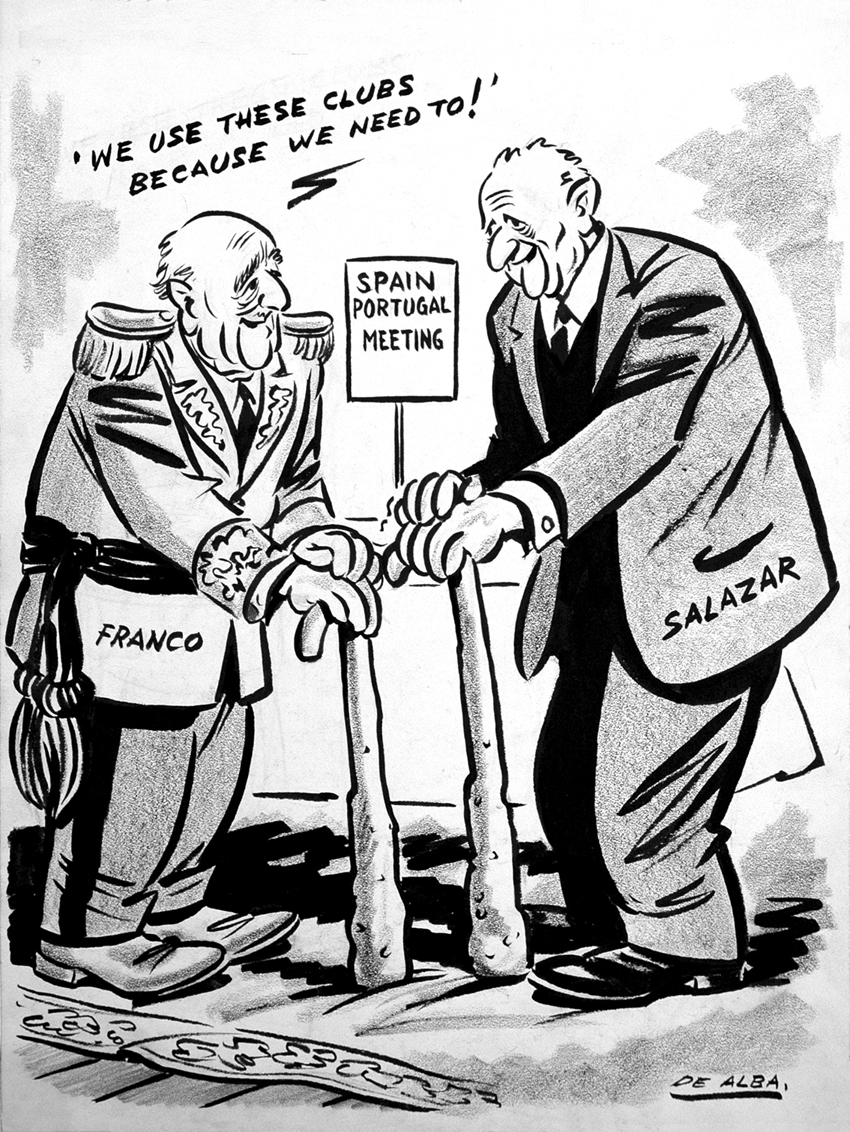
Caricatura de De Alba publicada por The Washington Daily News en la que los ancianos dictadores de España y de Portugal, Franco y Salazar, se reúnen para dialogar: «¡Usamos estos garrotes porque los necesitamos!».

Al día siguiente, 23 de julio, el príncipe Juan Carlos realizó el siguiente juramento en el hemiciclo de las Cortes: «Juro lealtad a su Excelencia el Jefe del Estado y fidelidad a los Principios del Movimiento Nacional y demás Leyes Fundamentales del Reino». A continuación pronunció un discurso en el que manifestó ser consciente de que «recibo de su Excelencia el Jefe del Estado y Generalísimo Franco, la legitimidad política surgida el 18 de julio de 1936». Culminaba así el programa de institucionalización política del franquismo auspiciado por Carrero y su equipo de «tecnócratas» del Opus Dei.
El triunfo incontestado de Carrero con el nombramiento de don Juan Carlos como sucesor acentuó el enfrentamiento en el seno del gobierno entre los «tecnócratas» y los «aperturistas», cuyo episodio final lo constituyó el «escándalo Matesa» que estalló a mediados de 1969, ya que en él se vieron implicados dos ministros «tecnócratas »del Opus Dei, lo que intentó ser aprovechado por los ministros «aperturistas», Solís y Fraga, para desbancar a los «tecnócratas» del gobierno (difundiendo los hechos en la prensa del Movimiento que ellos controlaban). Sin embargo, el resultado final fue el contrario al esperado: los «tecnócratas» salieron reforzados al aceptar Franco las demandas de Carrero a favor de un «gobierno unido y sin desgaste».
Así nació en octubre de 1969 el «gobierno monocolor», un término que fue acuñado por sus adversarios al estar integrado casi exclusivamente por «tecnócratas» del Opus Dei o por personas afines o leales a Carrero Blanco o a López Rodó —aunque hay historiadores que afirman que «no se puede hablar propiamente de "gobierno monocolor"» porque «las discrepancias entre los ministros eran sustanciales en algunos temas»—. Carrero fue ratificado en la vicepresidencia pero ejerciendo las funciones de presidente real, pues el almirante recibiría en adelante a los ministros y despacharía semanalmente con ellos. Los tres ministros «aperturistas» denunciados por Carrero —Fraga Iribarne, Solís y Castiella— salían del gobierno y la presencia falangista se reducía a tres ministros y la católica franquista a uno. El gobierno «monocolor» de octubre de 1969 rompía así con la tradición de equilibrio entre «familias» que había mantenido el Generalísimo hasta entonces a la hora de nombrar sus gobiernos. Según Javier Tusell, esta forma de resolver la crisis fue una prueba del «declinar de la personalidad humana de Franco que, dos años antes, había cumplido ya los setenta y cinco años. Si Franco hubiera mantenido su capacidad política en plena forma no habría fracasado de una manera tan evidente en el mantenimiento del arbitraje sobre las fuerzas vencedoras en la Guerra Civil Española». Por otro lado la formación del gobierno monocolor sería un elemento más de fractura en el seno del régimen entre «inmovilistas» y «aperturistas».

### El resurgimiento de la oposición en el interior

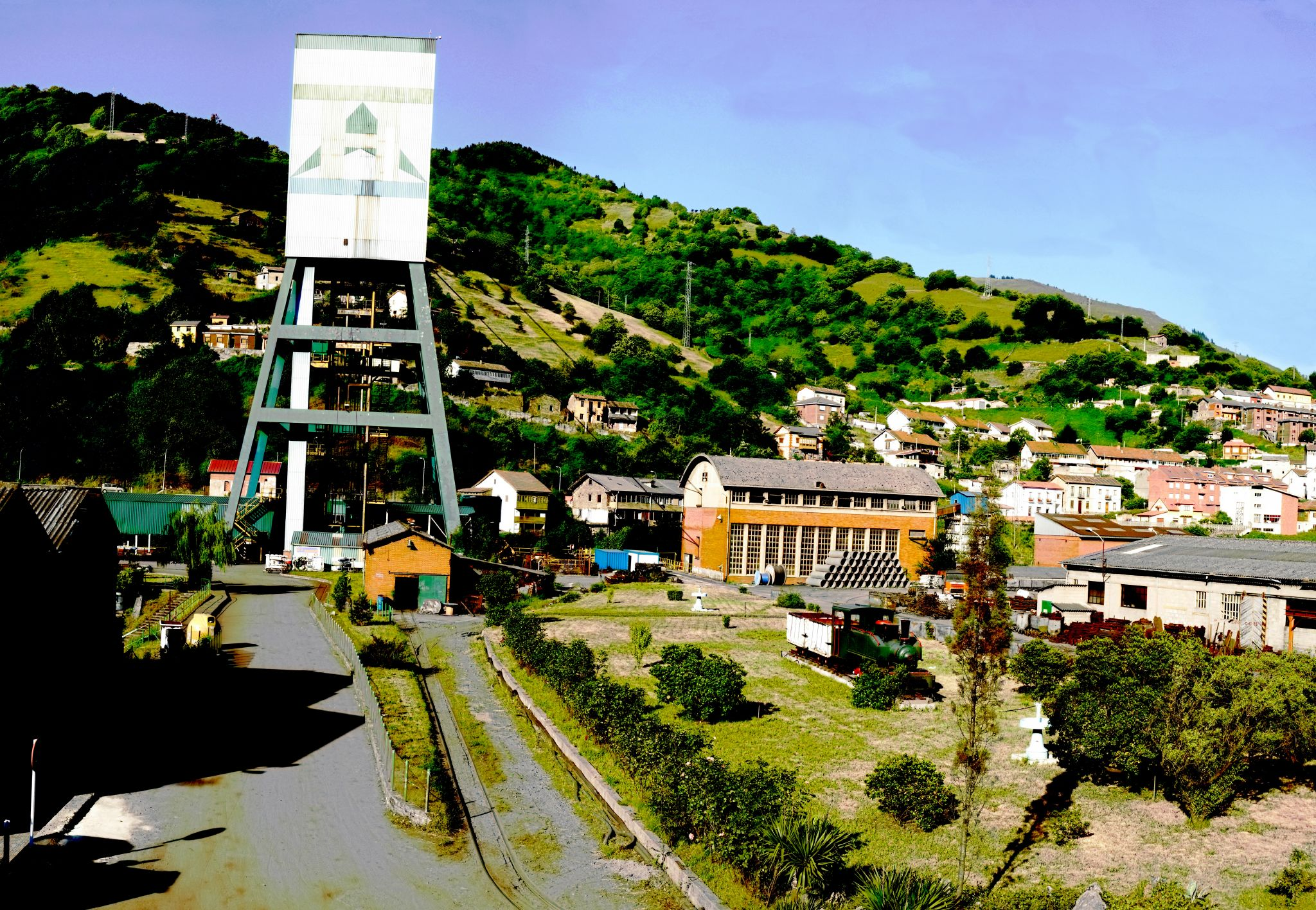
Pozo Santiago en Aller (Asturias).

Los cambios sociales provocados por el acelerado crecimiento económico de la «década prodigiosa» (los años 60) revivificaron viejos conflictos y abrieron otros nuevos, que progresivamente fueron desbordando los cauces establecidos por el régimen franquista, incapaz de acomodarse a las nuevas realidades. En este contexto se produjo el resurgimiento de la oposición que creció «tanto en número de militantes como en la capacidad de movilización» aunque «nunca supuso un reto, o mejor dicho una alternativa, apoyada por el conjunto de los ciudadanos, a la dictadura».
El primer y más importante desafío al que tuvieron que hacer frente los gobiernos franquistas fue el retorno de la conflictividad obrera que arrancó con la huelga minera de Asturias de 1962, produciéndose a partir de entonces una progresiva politización debido a la persistente represión policial contra sus actuaciones y a la total negativa de las autoridades a legalizar los derechos de huelga, manifestación y libre asociación sindical ya que la Organización Sindical franquista siguió siendo el único «sindicato» permitido, de afiliación obligatoria para todos los trabajadores.
Este nuevo movimiento obrero se formó en torno a las «comisiones obreras» que surgieron espontáneamente para negociar directamente con los patronos los convenios colectivos al margen de la Organización Sindical oficial, y que después llegaron a configurar todo un movimiento político-sindical, que aprovecharía las elecciones sindicales oficiales de 1966 a «enlaces» y «vocales jurados» para extenderse y consolidarse. El régimen franquista acabó prohibiéndolo al año siguiente al considerarlo «una filial del Partido Comunista de España». Los sindicatos históricos (UGT, CNT, ELA-STV) sólo lentamente fueron reorganizándose a lo largo de la década.

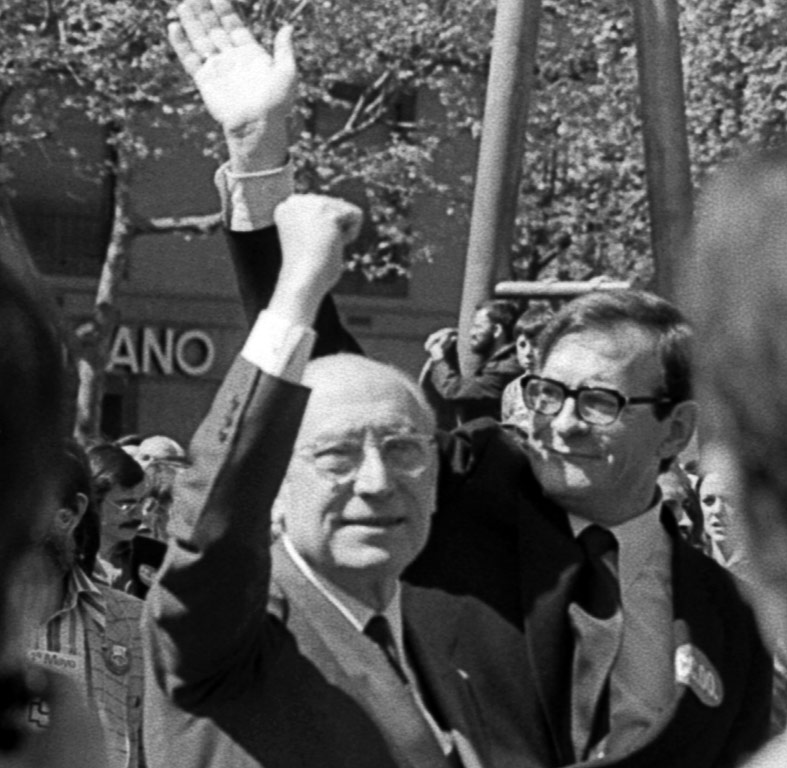
El profesor Enrique Tierno Galván en 1979.

Un segundo frente del que tuvo que ocuparse el régimen fueron las protestas estudiantiles en la Universidad que se extendieron a lo largo de la década, y fueron la prueba del fracaso cultural e ideológico del franquismo. «La respuesta del régimen a esa disidencia ideológica y cultural fue una represión creciente (sanciones, expulsiones, detenciones, torturas, cierres de facultades y universidades...) que alienó aún más a la población universitaria respecto del franquismo». Las movilizaciones universitarias de 1965 —que consiguieron el apoyo de algunos catedráticos, como José Luis López Aranguren, Enrique Tierno Galván y Agustín García Calvo, que fueron expulsados de la Universidad de Madrid por esa causa— forzaron la disolución del SEU —que ya estaba herido de muerte desde los sucesos de 1956, y dieron nacimiento a nuevos grupos estudiantiles libres y declaradamente antifranquistas —el de mayor implantación en Madrid y Barcelona fue el Sindicato Democrático de Estudiantes Universitarios—. Los sucesos estudiantiles de 1969 llegarían a provocar la proclamación del estado de excepción en toda España por dos meses.

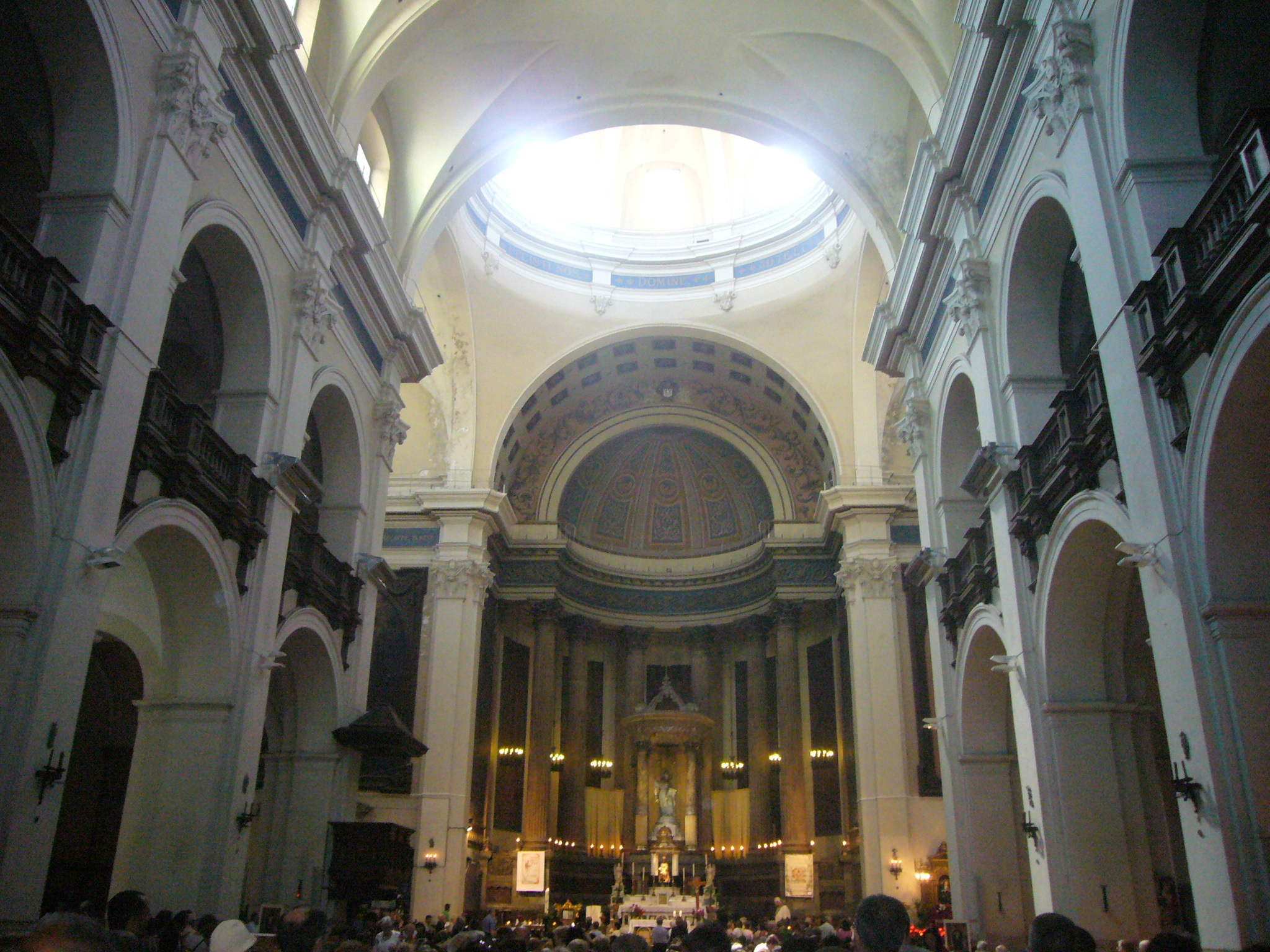
Interior de la Iglesia de Sant Agustí del barrio de El Raval de Barcelona donde el 7 de noviembre de 1971 se constituyó la Asamblea de Cataluña. El uso de edificios religiosos por la oposición antifranquista fue uno de los motivos del conflicto del régimen franquista con la Iglesia católica.

El ámbito que mayor desconcierto causó en el régimen y en el propio Franco fue la aparición de sectores católicos que se oponían al franquismo, un fenómeno que se debió tanto al cambio generacional habido en el clero y en los fieles españoles como al nuevo rumbo pastoral y democratizador del Concilio Vaticano II. Los dos primeros conflictos, sin embargo, se produjeron antes de su inicio en el otoño de 1962. El primero tuvo lugar en el País Vasco en 1961, cuando 339 sacerdotes censuraron a sus obispos por colaborar con un régimen que reprimía «las características étnicas, lingüísticas y sociales» vascas. Al año siguiente el arzobispo de Milán —el futuro Pablo VI— envió un telegrama a Franco pidiendo clemencia por un estudiante anarquista catalán, Jordi Conill, acusado de poner bombas en edificios oficiales y al que el fiscal pedía la pena de muerte —finalmente sería condenado a 30 años de prisión—, lo que motivó las protestas de los estudiantes falangistas del SEU al grito de «Sofía Loren, SÍ; Montini, NO». En noviembre de 1963 el abad del Monasterio de Montserrat, Aureli Maria Escarré, denunció en una entrevista al diario francés Le Monde la falta de libertades en España —a propósito de la campaña XXV Años de Paz dijo: «No tenemos tras nosotros 25 años de paz, sino sólo 25 años de victoria. Los vencedores, incluida la Iglesia, que fue obligada a luchar al lado de estos últimos, no han hecho nada para acabar con esta división entre vencedores y vencidos. Esto representa uno de los fracasos más lamentables de un régimen que se dice católico, pero en el que el Estado no obedece a los principios básicos del Cristianismo»—, lo que forzó su exilio fuera del país. A partir de entonces numerosos católicos progresistas —y también sacerdotes— participaron en las protestas obreras y estudiantiles, además de servir las iglesias como centros de reunión, aprovechando la inmunidad de la que gozaban gracias al Concordato de 1953. Como resultado de esas actividades de oposición, unos cien sacerdotes y frailes pasaron por la cárcel concordataria de Zamora entre 1968 y 1975. En 1967 en una encuesta enviada por carta por la jerarquía eclesiástica a más de veinte mil sacerdotes, el 80% de ellos contestaron que apoyaban una clara separación entre la Iglesia y el Estado de acuerdo con las nuevas directrices del Concilio Vaticano II.
También resurgieron las reivindicaciones culturales y políticas en Cataluña y en el País Vasco. El acto de protesta que suele señalarse como el inicio del renacimiento del nacionalismo catalán fueron los sucesos del Palau de la Música que tuvieron lugar en mayo de 1960 durante un concierto al que asistían varios ministros y durante el cual gran parte del público cantó un himno patriótico catalán que estaba prohibido —como consecuencia de este hecho fue detenido el joven estudiante universitario Jordi Pujol, líder del grupo Cristians Catalans, que fue condenado por ello a siete años de cárcel—. Al año siguiente nació la primera organización cultural catalanista, Omnium Cultural. A partir de ese momento el apoyo al catalanismo político y cultural fue creciendo y ya en 1964 tuvo lugar la primera convocatoria desde la guerra civil para celebrar la (ilegal) «diada nacional» del 11 de septiembre.

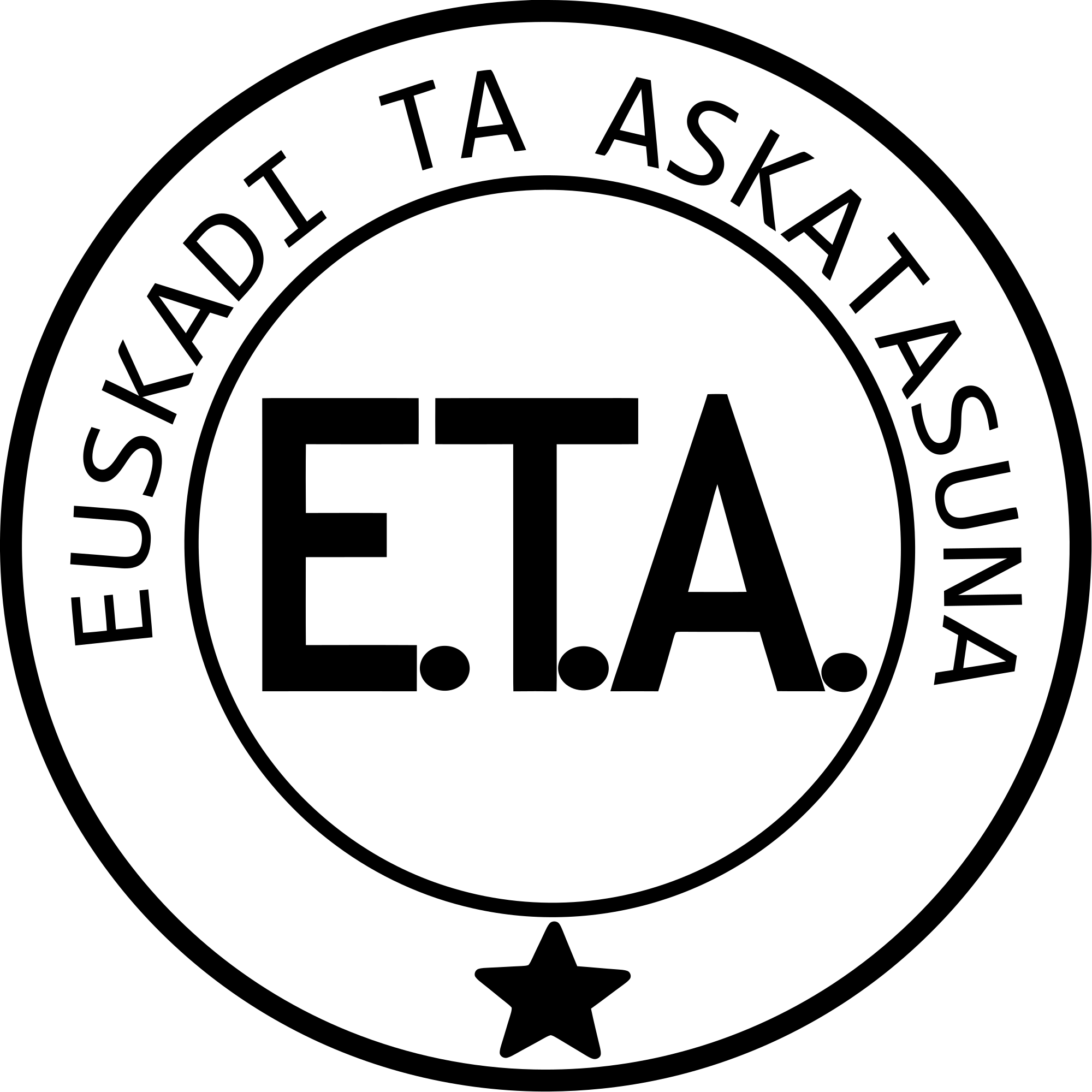
Logo de ETA.

En cuanto al nacionalismo vasco, su renacimiento también fue el resultado de la actividad de las nuevas generaciones surgidas tras la guerra. Fundamentalmente se trataba de jóvenes universitarios católicos, que rechazaban el supuesto conformismo y la pasividad de sus mayores —concretamente del PNV y del gobierno vasco en el exilio—. Así fue como surgió en julio de 1959, un nuevo partido nacionalista llamado ETA (Euskadi Ta Askatasuna: «Patria Vasca y Libertad»), que en 1962 se definió como «movimiento revolucionario de liberación nacional», bajo el influjo de los movimientos que estaban surgiendo en Asia y en África para lograr la independencia de sus pueblos de la dominación colonial (y de las guerrillas latinoamericanas en su lucha contra el «imperialismo norteamericano«). Fue así como ETA acabó optando por la «lucha armada» para poner fin a la «opresión del pueblo vasco» que llevaba a cabo la dictadura franquista. Su primera víctima mortal fue una niña de seis meses que murió en junio de 1960 como consecuencia del estallido de la bomba que habían colocado en una estación de ferrocarril de San Sebastián. Al año siguiente intentaron sin éxito hacer descarrilar un tren en el que viajaban excombatientes franquistas de la guerra civil y en 1965 perpetraron el primer atraco para proveerse de fondos. En junio de 1967 se produjo un tiroteo cerca de Villabona (Guipúzcoa) cuando un guardia civil detuvo en un control de tráfico un coche en el que viajaban dos miembros de ETA. Murió el guardia civil José Pardines y, durante la persecución el etarra Txabi Etxebarrieta. En agosto de 1968, ETA cometía en Irún el primer asesinato premeditado en la persona de un comisario de policía acusado de torturador. Desde entonces, la actividad terrorista de ETA —otro muerto en 1968, uno en 1969, un secuestrado en 1970— se convertiría en el primer problema político y de orden público del franquismo, que respondería al desafío con una represión general e indiscriminada en el País Vasco de enorme dureza. A finales de 1969 estaban en prisión unos dos mil nacionalistas vascos acusados de mantener alguna relación con ETA.

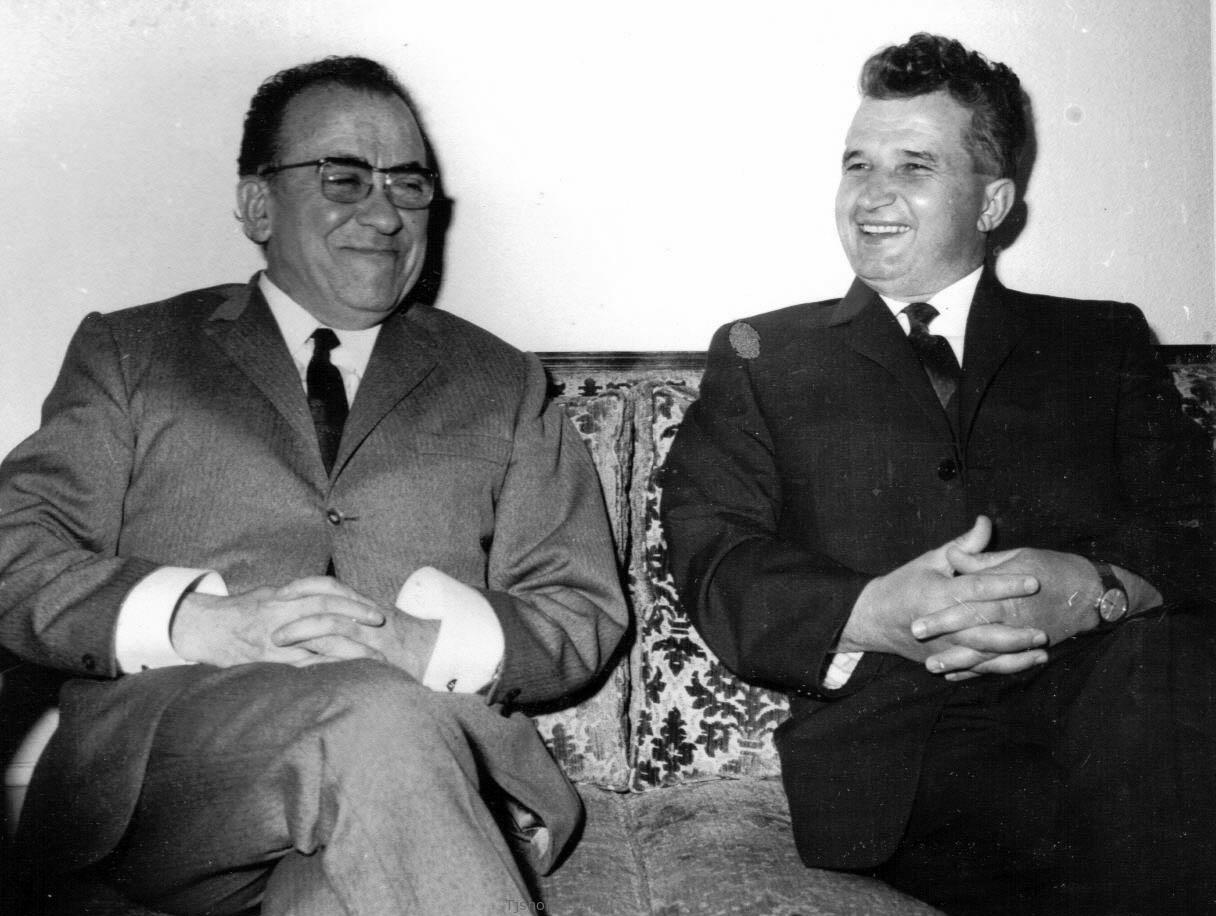
Santiago Carrillo, secretario general del PCE, junto con Ceausescu, presidente de Rumania.

En este contexto de creciente conflictividad obrera, estudiantil, eclesiástica y regional, se produjo el fin de la «travesía del desierto» de la oposición antifranquista. Los partidos y organizaciones obreras (PSOE, UGT, CNT, PCE) se reconstruyeron en el interior —no así los partidos republicanos que sólo existían nominalmente en el exilio—. Entre aquellos, el que tuvo más éxito fue el Partido Comunista de España (PCE) que se convirtió en el grupo más activo, mejor organizado y con mayor militancia de toda la oposición antifranquista —y ello a pesar de sufrir varias escisiones que dieron nacimiento a diversos grupos de extrema izquierda comunista—.
Precisamente fue sobre estas organizaciones de la izquierda obrera sobre las que se cebó la represión franquista, siendo el caso del dirigente comunista Julián Grimau, ejecutado en abril de 1963 por unos presuntos crímenes cometidos durante la guerra civil, el que levantó una mayor oleada de protestas en toda Europa. Como consecuencia de ellas los «delitos políticos» pasaron de la jurisdicción militar a la civil, al crearse el Tribunal de Orden Público (TOP). El TOP en los cuatro primeros años de actividad incoaría más de 4.500 sumarios por delitos de «propaganda ilegal», «asociación ilícita», «reunión ilegal», «manifestación ilegal», «difamación del Jefe del Estado», etc. Sin embargo, a raíz de la creciente actividad de ETA el gobierno restableció la plena vigencia de la Ley de Bandidaje y Terrorismo por lo que los «delitos políticos» que implicaran alguna actividad armada volvieron a la jurisdicción militar.
Fuera del ámbito de la izquierda obrera, también surgieron algunos grupos encabezados por personalidades destacadas, como los demócrata-cristianos de José María Gil Robles —el antiguo líder de la CEDA—, de Manuel Giménez Fernández —también exmiembro de la CEDA— o del exministro Joaquín Ruiz Giménez —que en 1964 fundó la revista Cuadernos para el Diálogo, que pronto se convertiría en el principal órgano de expresión «tolerado» de la oposición antifranquista—, los socialdemócratas del antiguo falangista Dionisio Ridruejo, o los monárquicos de Joaquín Satrústegui (que seguían fieles a don Juan de Borbón).

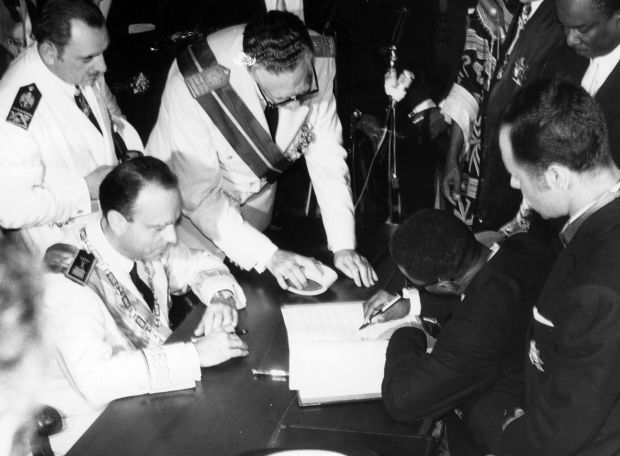
Firma de la independencia de Guinea Ecuatorial por el entonces ministro español Manuel Fraga junto al nuevo presidente Macías Nguema el 12 de octubre de 1968.

El acto de mayor repercusión de estos grupos tuvo lugar en junio de 1962 con motivo de la celebración en Múnich del IV Congreso del Movimiento Europeo, al que fueron invitados políticos de oposición tanto del interior como del exilio, y en el que acordaron un documento común a favor de «la instauración de instituciones auténticamente representativas y democráticas que garanticen que el Gobierno se basa en el consentimiento de los gobernados», evitando así hablar de república o monarquía. La respuesta franquista fue denunciar el «contubernio de Múnich», lo que significó el exilio o confinamiento temporal de varios de los participantes. Todo ello hizo naufragar la petición oficial, presentada en febrero de aquel mismo año, de la apertura de negociaciones para «la plena integración» de España en la Comunidad Económica Europea, algo sobre lo que la CEE ya había declarado que «los estados cuyos gobiernos carecen de legitimidad democrática y cuyos pueblos no participan en las decisiones gubernamentales ni directamente ni mediante representantes elegidos libremente, no pueden pretender ser admitidos en el círculo de los pueblos que forman las Comunidades Europeas».

## El tardofranquismo (1969-1975)

### El fracaso del continuismo inmovilista (1969-1973)
Durante los cuatro años que estuvo en el poder el gobierno «monocolor» de 1969, se fue acentuando la ruptura entre los «inmovilistas», a cuyo frente se situó ya claramente el almirante Carrero, con el respaldo del propio general Franco, y los «aperturistas». Carrero estaba convencido de la existencia de una ofensiva «subversiva» comunista y masónica contra el régimen franquista. En 1972 declaró ante el Consejo Nacional del Movimiento: «Hoy somos víctimas, como todo el mundo libre, de la ofensiva subversiva desencadenada por el comunismo, pero a la vez somos atacados también por la propaganda liberal que la masonería patrocina».
Tanto los «inmovilistas» como los «aperturistas» pretendían asegurar la continuidad del Régimen, pero mientras los primeros proponían mantener la estructura autoritaria en la nueva monarquía «del 18 de julio» —«instaurada» por Franco, que no «restaurada» en razón de unos pretendidos derechos dinásticos—, los segundos proponían ampliar la base social del régimen y la participación por medio de las asociaciones políticas «dentro» del Movimiento. Los «inmovilistas», cuyo sector más duro —claramente involucionista— era conocido como «ultras» o el búnker —por plantear una resistencia al cambio igual que la que mantuvo Hitler hasta sus últimos días en el búnker de la Cancillería del Tercer Reich—, eran mayoritarios en el Consejo Nacional del Movimiento y su fuerza radicaba en que contaban con el apoyo de la cúpula de las Fuerzas Armadas. Actuaban a través de una serie de organizaciones, entre las que destacaban la Confederación Nacional de Excombatientes encabezada por el exministro José Antonio Girón de Velasco, la Guardia de Franco, los Círculos Doctrinales José Antonio, la Hermandad del Maestrazgo presidida por el carlista Ramón Forcadell, la Hermandad Sacerdotal Española dirigida por Miguel Oltra, Fuerza Nueva encabezada por Blas Piñar y los Guerrilleros de Cristo Rey liderados por Mariano Sánchez-Covisa.
En estos años se fue configurando un tercer sector franquista. Estaba integrado por antiguos «aperturistas» que, conforme se fueron ahondando sus diferencias con los «inmovilistas», adoptaron una postura cada vez más decididamente «reformista» al convencerse de que la única salida posible al franquismo era la «democracia», pero «de imprecisos contornos» y «tutelada» desde el poder. El político más destacado entre los «reformistas» era el exministro Manuel Fraga Iribarne y entre sus filas se encontraban altos funcionarios de la Administración y directivos de las empresas públicas (Pío Cabanillas, Antonio Barrera de Irimo, Francisco Fernández Ordóñez), así como jóvenes cuadros del Movimiento Nacional (José Miguel Ortí Bordás, Rodolfo Martín Villa, Gabriel Elorriaga, Adolfo Suárez). Todos ellos desempeñarán un papel destacado durante la transición española.
El gobierno «monocolor» no introdujo cambios políticos significativos a pesar del aumento de los conflictos sociales. El viejo proyecto de crear asociaciones «dentro» del Movimiento, que había sido retomado por el ministro Torcuato Fernández Miranda, fue aparcado definitivamente después de que el propio Generalísimo Franco advirtiera en noviembre de 1971 ante las Cortes que «sería un error confundir lo que hay de legítimo en las diferentes opiniones con la posibilidad de encuadramientos dogmáticos preconcebidos en grupos ideológicos que, de una u otra forma, no serían más que partidos políticos». De hecho Fernández Miranda enterró el proyecto de asociaciones políticas por orden de Franco. Asimismo el proyecto «aperturista» de José Solís Ruiz de crear un marco legal que permitiera la independencia de la Organización Sindical fue desechado y en su lugar se aprobó en 1971 una Ley Sindical que no resolvió ninguno de los problemas existentes y que «materializó de forma definitiva el proceso de burocratización de la Organización Sindical». Por otro lado Carrero Blanco dio cada vez más muestras de estar más cercano a las posiciones neofranquistas del «búnker» que de los «tecnócratas», que perdieron así a su principal apoyo.
Al anclarse en el puro inmovilismo el gobierno «monocolor» sólo supo responder al recrudecimiento de la conflictividad laboral y estudiantil con el empleo de las fuerzas de orden público. Entre 1969 y 1973 ocho trabajadores resultaron muertos por las acciones de la policía y en junio de 1972 era detenida la cúpula dirigente de las ilegales «comisiones obreras». Por su parte, los alumnos y los profesores interinos universitarios (PNNs) siguieron sufriendo el azote de las intervenciones policiales, las sanciones administrativas, las detenciones gubernativas y los asaltos de los nuevos grupos de extrema derecha tolerados por las autoridades (Guerrilleros de Cristo Rey, Acción Universitaria Nacional,...). Más dura fue la represión que se aplicó en el País Vasco y Navarra para hacer frente a la creciente actividad terrorista de ETA. En 1969, por ejemplo, fueron detenidas 1.953 personas, de las cuales 890 fueron maltratadas, 510 torturadas, 93 juzgadas por el Tribunal de Orden Público y 53 en consejos de guerra.

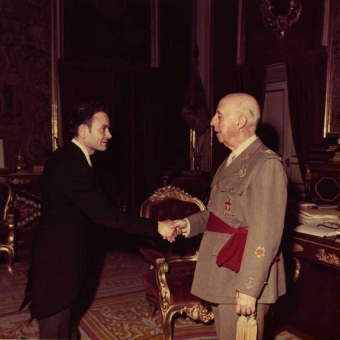
El Generalísmo Franco durante una audiencia en el Palacio de El Pardo (abril, 1972).

Precisamente el llamado «juicio de Burgos» iba a suponer el momento más crítico para el nuevo gobierno y para el conjunto del régimen franquista. El 3 de diciembre de 1970 comenzó en Burgos el consejo de guerra contra dieciséis personas acusadas de militar en ETA (entre ellas dos sacerdotes). El gobierno acordó que fueran juzgadas por un tribunal militar como medida ejemplarizante y además decidió darle una amplia publicidad al proceso. Pero el efecto que se logró fue exactamente el contrario del que se pretendía, ya que solo el anuncio del juicio sumarísimo levantó una ola de solidaridad en el País Vasco y en Navarra que fue un revulsivo clave para que el nacionalismo vasco recuperara su implantación social. El día en que comenzó el juicio hubo huelgas estudiantiles y de trabajadores en varias empresas de Guipúzcoa, acompañadas de incidentes de diverso tipo en las calles de San Sebastián. El gobierno respondió decretando el estado de excepción en Guipúzcoa durante tres meses, que el día 14 de diciembre extendió a toda España. Además, dos días antes de que comenzara el juicio ETA secuestró al cónsul honorario alemán en San Sebastián, Eugen Beihl, dejándolo en libertad el 25 de diciembre. Al día siguiente el tribunal dictó la sentencia, condenando a nueve de los acusados a la pena de muerte y al resto a larguísimas penas de prisión.
El «juicio de Burgos» suscitó también una campaña internacional de solidaridad con el pueblo vasco y a favor del restablecimiento de las libertades democráticas en España. Asimismo supuso un nuevo jalón en el distanciamiento entre la Iglesia Católica y el franquismo, ya que motivó una pastoral conjunta de los obispos de San Sebastián y de Bilbao criticando la pena de muerte y que se juzgara a los acusados por la jurisdicción militar, y un pronunciamiento posterior de la Conferencia Episcopal Española a favor de la clemencia y las garantías procesales.
Los sectores involucionistas franquistas acusaron al gobierno de debilidad y pasividad frente a las condenas internacionales y a la «subversión» y también atacaron a la jerarquía eclesiástica por haberse sumado a las críticas. El 14 de diciembre se producía en Valladolid la primera manifestación «patriótica» de apoyo a Franco y de repulsa a las protestas internacionales, que fueron seguidas por otras en diversas ciudades. La más importante fue la de Madrid que tuvo lugar el 17 de diciembre y fue convocada por una organización desconocida, la Junta Coordinadora de Afirmación Nacional, que repartió decenas de miles de panfletos por toda la capital (al parecer la Junta era una entidad fantasma creada por el SECED). Miles de personas se congregaron en la plaza de Oriente para aclamar a Franco y al Ejército. Algunos manifestantes portaban pancartas contra el gobierno como «De los gobiernos débiles ¡¡Líbranos Señor!!» o «¡Franco sí, Opus No!» (y también contra la Iglesia: «Obispos rojos a Moscú»). Aunque no estaba previsto que asistiera, Franco acudió finalmente y saludó a los congregados desde el balcón del Palacio Real.
Al final, en vista del eco despertado por el «juicio de Burgos» y de las numerosas peticiones de clemencia llegadas de todas partes, el general Franco, tras un tenso debate en el seno del consejo de ministros, conmutó el 30 de diciembre las nueve penas de muerte que había dictado el tribunal militar. Tras esta decisión continuaron las críticas «ultras» al Gobierno. Destacó el involucionista Blas Piñar, líder de Fuerza Nueva . Piñar que pidió la dimisión del gobierno, «por patriotismo y por amor a España».

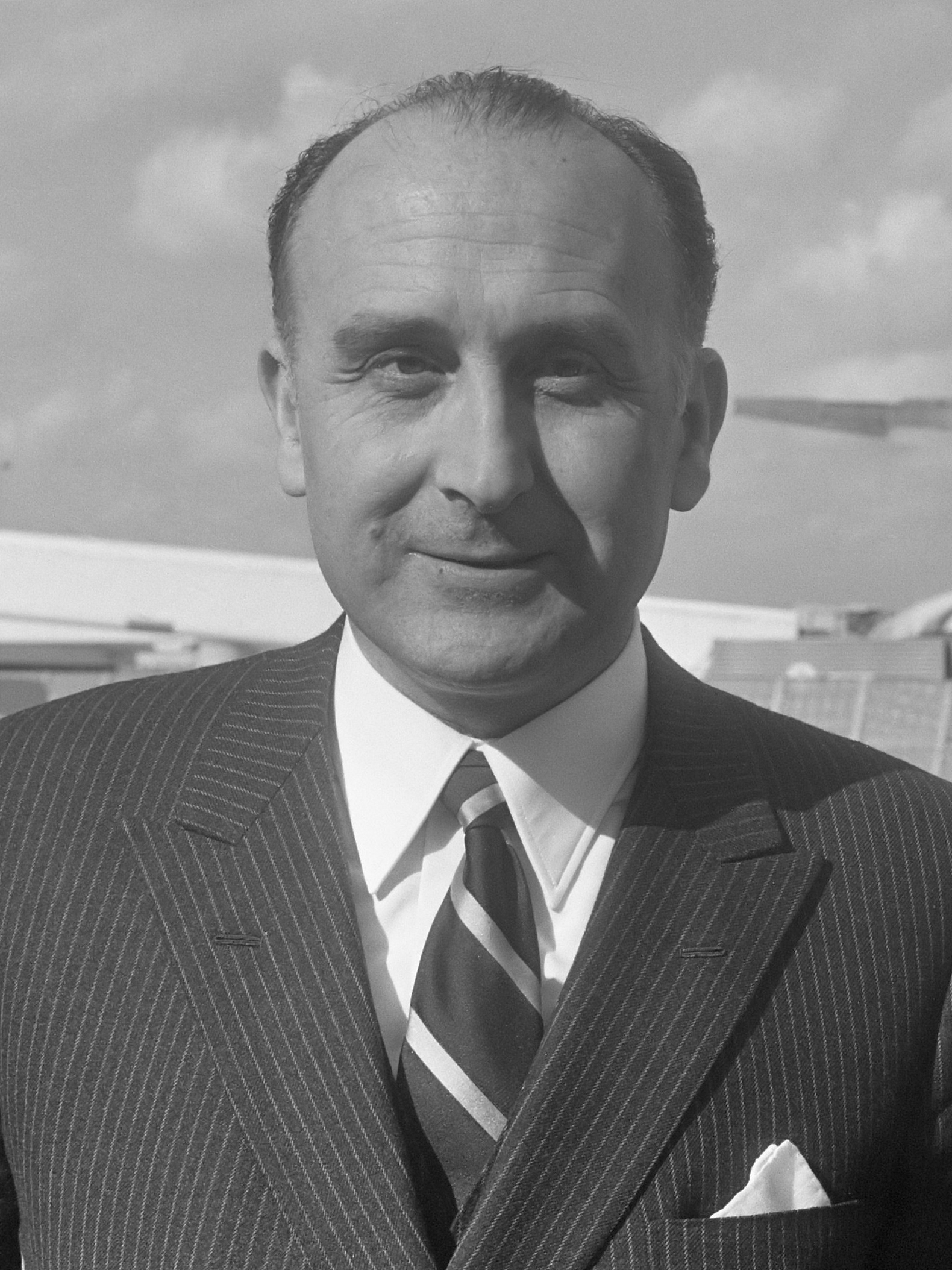
Licinio de la Fuente, ministro de Trabajo entre 1969 y 1975.

Tras el «juicio de Burgos» las tensiones entre el régimen franquista y la Iglesia Católica continuaron en ascenso, sobre todo después de que en mayo de 1971 fuera nombrado arzobispo de Madrid el Cardenal Tarancón, quien después ocupó la presidencia de la Conferencia Episcopal Española, ya que Tarancón era partidario de poner fin al «nacionalcatolicismo» y a la «colaboración» con el régimen. «Franco recibió la defección de la Iglesia y su jerarquía con auténtico desconcierto y profunda amargura, estimándola en privado como una verdadera puñalada por la espalda. Carrero Blanco fue aún más lejos y se quejó en público, en diciembre de 1972, de la ingratitud eclesiástica hacia un régimen que, desde 1939, «ha gastado unos 300 000 millones de pesetas en construcción de templos, seminarios, centros de caridad y enseñanza, sostenimiento de culto, etc."». La tensión alcanzó un punto máximo a principios de mayo de 1973 con motivo del funeral de un policía que había sido apuñalado el 1 de mayo por una nueva organización terrorista antifranquista llamada FRAP. Durante la ceremonia grupos de extrema derecha dieron mueras contra los «curas rojos» y contra el cardenal Tarancón, al que gritaron «Tarancón al paredón», un improperio que sería repetido durante los años siguientes.

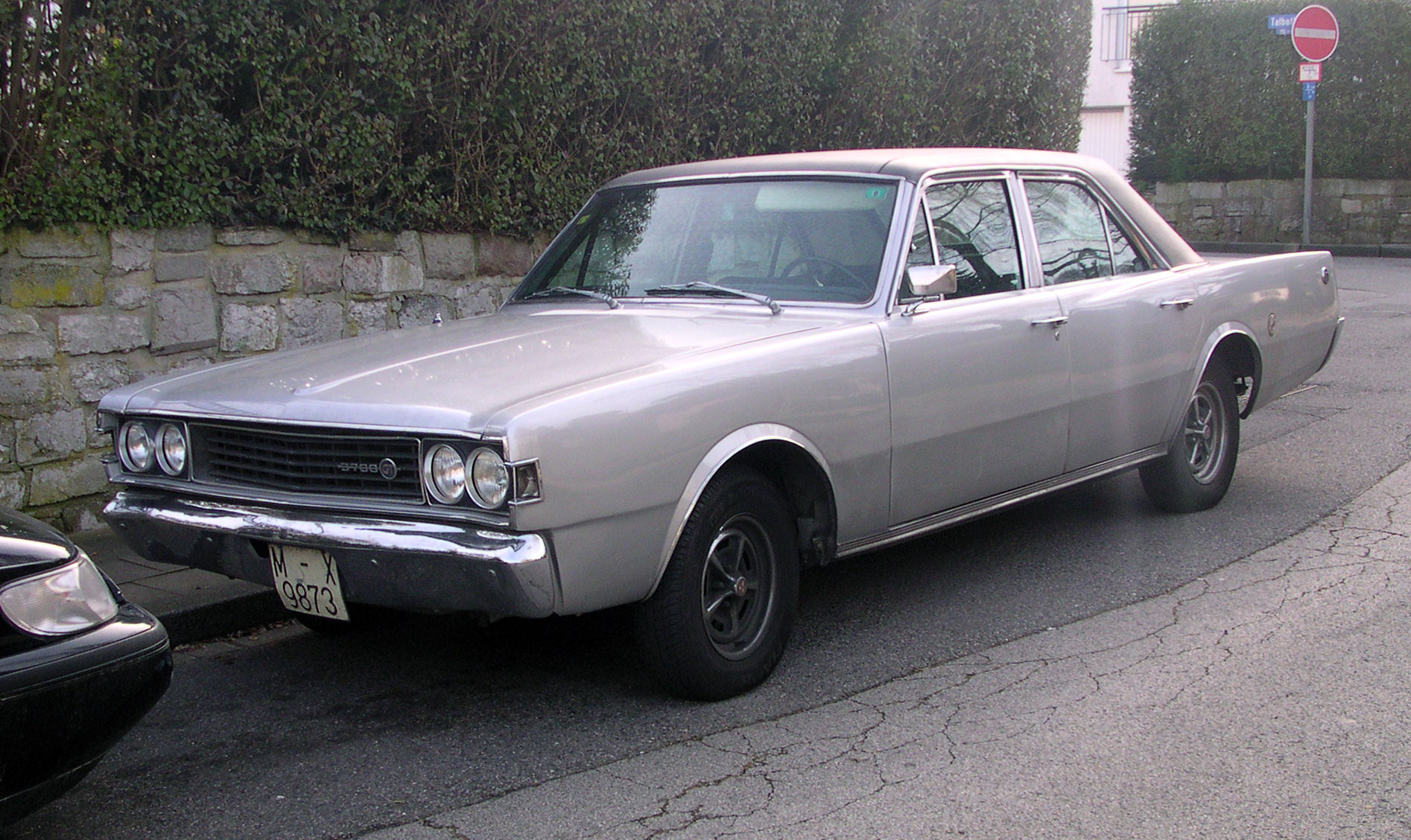
Dodge 3700 GT, modelo del coche en el que viajaba Carrero Blanco cuando sufrió el atentado que le costó la vida.

A mediados de 1973 era cada vez más evidente el fracaso político del «continuismo inmovilista» de Carrero y los «tecnócratas», lo que revelaba que el franquismo «había entrado una fase terminal de crisis estructural en virtud de su creciente anacronismo respecto al propio cambio social y cultural que había generado el intenso desarrollo económico de los años sesenta. En 1970 la sociedad española ya sólo era diferente de sus homólogas europeas por la peculiar y desfasada naturaleza autoritaria de su sistema político». Este fracaso fue el que denunció al mismo Franco el ministro de la Gobernación, Tomás Garicano Goñi, cuando presentó su dimisión en mayo de 1973.
De la crisis de gobierno motivada por la dimisión del «aperturista» Garicano Goñi salió aún más reforzado Carrero Blanco, al ser nombrado por Franco presidente del Gobierno, cargo que «el Caudillo» nunca había querido ceder en treinta y siete años de dictadura. Carrero nombró un gabinete de su confianza y la única concesión que hizo, por indicación del círculo familiar del general —su mujer, Carmen Polo de Franco, y su yerno, Cristóbal Martínez Bordiu— que cada vez ejercía más influencia sobre él dado su deterioro físico —tenía 81 años—, fue nombrar como ministro de la Gobernación a Carlos Arias Navarro, un «duro» del régimen que había sido director general de seguridad y alcalde de Madrid.
Pero el nuevo gobierno solo iba a durar seis meses. En la mañana del 20 de diciembre de 1973 ETA detonó una bomba colocada bajó el asfalto en una céntrica calle de Madrid cuando pasaba el coche oficial del almirante Carrero Blanco causándole la muerte. La rápida asunción del poder por el vicepresidente Torcuato Fernández Miranda, ante el aturdimiento de Franco al recibir la noticia, impidió que se pusieran en marcha medidas extremas por parte de los sectores «ultras» del régimen y el Ejército no fue movilizado —al final del funeral hubo un intento de agresión al cardenal Tarancón que había oficiado la ceremonia—.
Con el atentado contra Carrero Blanco se abrió la crisis política más grave de todo el franquismo ya que había sido asesinada la persona que había designado Franco para asegurar la supervivencia de su régimen después de su muerte. Según Julio Gil Pecharromán:

Con Luis Carrero Blanco moría el delfín, la figura de la máxima confianza de Franco, destinado a asegurar la continuidad de la dictadura. Desaparecía también un militar con gran prestigio en las Fuerzas Armadas y un político que no sólo parecía capaz de imponerse sobre la división en las filas del Movimiento —ultras incluidos—, sino también de evitar que el relevo en la Jefatura del Estado alterase, en sentido reformista, el rumbo marcadamente continuista en que se basaba el principio del "todo atado y bien atado". En cierta forma, aquel 20 de diciembre dio inicio la Transición.

### La agonía final del franquismo (1974-75)

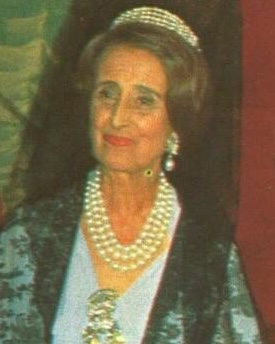
Carmen Polo de Franco, esposa del Generalísimo. En los años finales de su vida el entorno familiar de Franco tuvo cada vez más influencia sobre él.

Por influencia de su entorno familiar, Franco nombró en enero de 1974 a Carlos Arias Navarro presidente del Gobierno, lo que supuso que los «tecnócratas» del Opus Dei quedaran definitivamente excluidos. En su lugar, Arias recurrió a las «familias» del régimen, intentando guardar un cierto equilibrio entre «continuistas» y «reformistas» (entre estos últimos se encontraban Pío Cabanillas y Antonio Barrera de Irimo al frente de los ministerios de Información y Turismo y de Hacienda, respectivamente).
De todas formas Arias Navarro carecía de proyecto político propio. En un principio, pareció que se alejaba de las posiciones «inmovilistas» y en el discurso de presentación del nuevo gobierno pronunciado ante las Cortes franquistas el 12 de febrero de 1974, hizo ciertas promesas «aperturistas» —asociaciones políticas «dentro» del Movimiento, elección «orgánica» de los alcaldes y presidentes de las diputaciones provinciales, reconocimiento legal de los conflictos laborales—. Además, gracias a la política del ministro Pío Cabanillas —un hombre próximo a Manuel Fraga Iribarne, cuya presencia en el gobierno fue vetada por el general Franco— la prensa gozó de un mayor margen de crítica, y la oposición «moderada» fue «tolerada».
Pero este nuevo «espíritu del 12 de febrero», como lo bautizó la prensa, sólo duró un par de semanas. A finales de mes el arzobispo de Bilbao, monseñor Antonio Añoveros Ataún, era conminado a marcharse de España por haber suscrito una pastoral a favor de la «justa libertad» del pueblo vasco. Y sólo unos días después, el 2 de marzo, el anarquista catalán Salvador Puig Antich, acusado de la muerte de un policía, era ejecutado a garrote vil (junto con el polaco Heinz Chez), a pesar de las manifestaciones de protesta duramente reprimidas por la policía y de las peticiones de clemencia procedentes de todo el mundo. Desde 1966 no se había aplicado en España la pena de muerte y en las semanas anteriores los sectores «ultras» habían presionado al Gobierno para que no conmutara la pena, además de responsabilizarlo del fortalecimiento de la oposición antifranquista y de los desórdenes públicos que se habían producido.
El anacronismo y la soledad del franquismo se hicieron patentes cuando el 25 de abril de 1974 triunfó en Portugal un golpe militar que puso fin a la dictadura salazarista, la más antigua de Europa (y dos meses más tarde caía la Dictadura de los Coroneles de Grecia). Los «ultras» franquistas enseguida advirtieron de que lo que acababa de pasar en Portugal no pasaría nunca en España y denunciaron a los «falsos liberales infiltrados» en el Estado y atacaron el «aperturismo» de la prensa y el proyecto de ley de asociaciones del Movimiento. El 28 de abril el diario Arriba publicaba un artículo del exministro falangista José Antonio Girón de Velasco, uno de los miembros más destacados del «búnker», en el que denunciaba el «aperturismo» del gobierno de Arias Navarro por ser una «traición» a los Principios del Movimiento Nacional. Fue llamado el «gironazo».
Mes y medio después del «gironazo» fue cesado el jefe del Estado Mayor, teniente general Manuel Díez Alegría, considerado un liberal, después de un viaje oficial a Rumania donde se había entrevistado con el dictador comunista Ceausescu. «El cese tuvo lugar, en cierta manera, bajo los efectos de los acontecimientos portugueses, es decir, ante el temor exagerado de que Díez Alegría se convirtiese en un nuevo Spínola (uno de los militares que protagonizó la transición en el país vecino), después de que desde las páginas de El Alcázar un articulista que ocultaba su nombre bajo el seudónimo de "Jerjes" le dirigiese un duro ataque». Al año siguiente, los servicios de información del Ejército detenían a 11 oficiales acusados de ser los dirigentes de la Unión Militar Democrática (UMD), una organización clandestina militar fundada en agosto de 1974 en Barcelona que siguiendo el modelo portugués intentaba que los oficiales más jóvenes del Ejército apoyaran un cambio democrático en España —pero su alcance fue muy reducido y sólo consiguió el apoyo de unos 250 tenientes, capitanes y comandantes—.

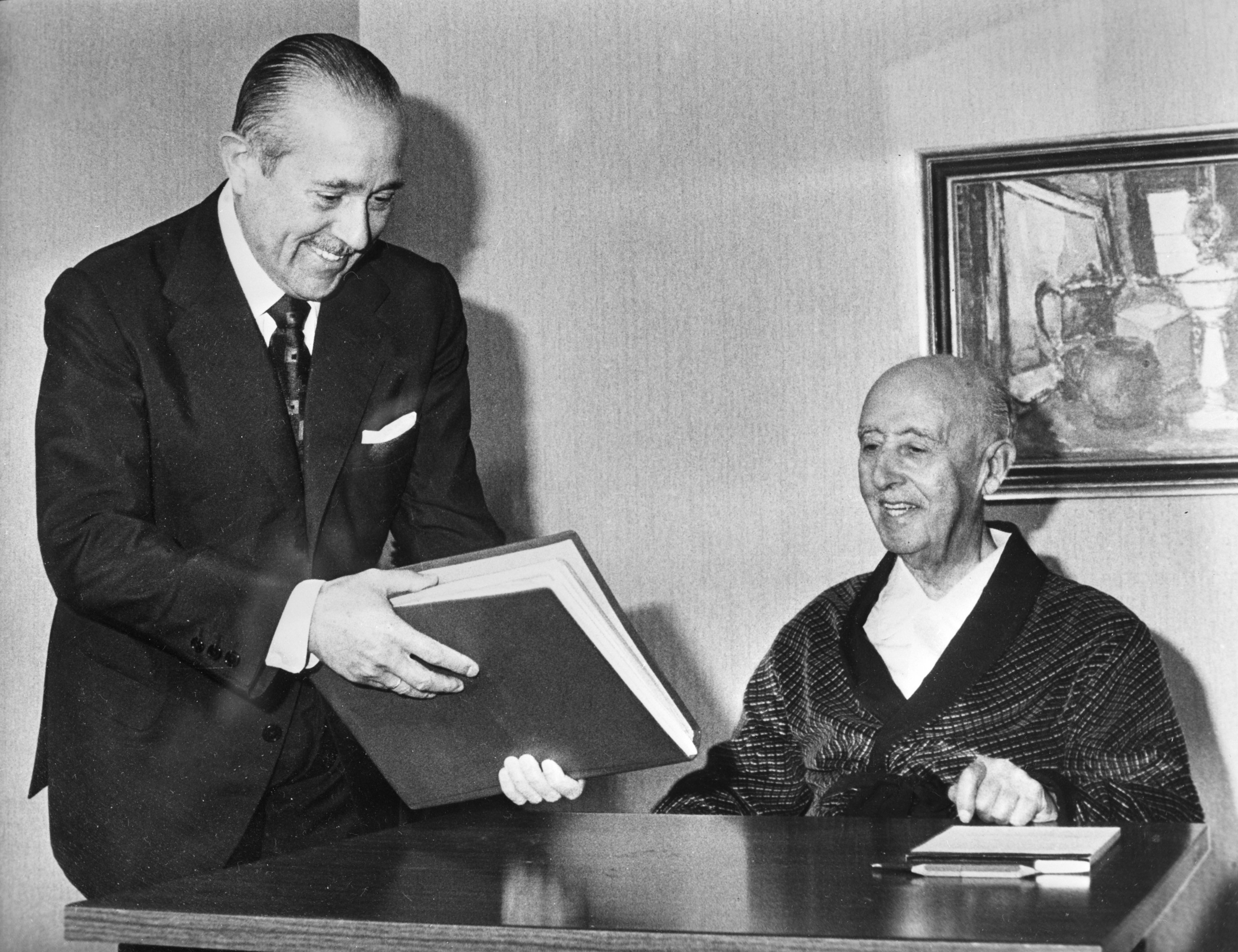
El presidente del gobierno Carlos Arias Navarro visita al general Franco durante su convalecencia en el hospital de La Paz en Madrid.

La sensación de que se estaba asistiendo a la crisis agónica y final del franquismo se acentuó en julio de 1974 cuando el general Franco fue hospitalizado a causa de una tromboflebitis, lo que le obligó a ceder temporalmente sus poderes al príncipe Juan Carlos. Pero una vez recuperado mínimamente, los reasumió a principios de septiembre. A los pocos días, el 13 de septiembre, un brutal atentado de ETA causaba la muerte a 12 personas —y hería a más de 80— en virtud de una bomba colocada en la cafetería Rolando de la calle del Correo de Madrid, al lado de la Puerta del Sol, y que solían frecuentar policías de la cercana Dirección General de Seguridad. El atentado fue utilizado por la extrema derecha para presionar al gobierno.

Logo del grupo "ultra" Fuerza Nueva, que se opuso radicalmente a cualquier intento de "apertura" del franquismo.

La presión del búnker consiguió que Pío Cabanillas fuera destituido el 29 de octubre —se rumoreó que los «ultras» habían hecho llegar a Franco un extenso dosier con fotos de revistas eróticas y con artículos de periódicos críticos con el Régimen, de los que hacían responsable al ministro—, lo que provocó un hecho insólito en la historia del franquismo, ya que en solidaridad dimitieron Antonio Barrera de Irimo, el otro ministro «reformista», y varios altos cargos de la Administración de la misma tendencia, muchos de los cuales serían protagonistas destacados de la transición democrática. Fue el fin del proyecto «reformista» en vida de Franco y confirmó la ruptura en el seno de la elite política franquista, lo que se pudo comprobar en diciembre cuando se aprobaron las asociaciones políticas «dentro» del Movimiento, ya que la mayoría de los «reformistas» las rechazaron. Los «ultras» también las impugnaron por los motivos opuestos.
En marzo de 1975 Arias Navarro remodeló su gobierno aprovechando la dimisión del ministro de Trabajo Licinio de la Fuente (por la oposición del presidente a que se reconociera el derecho de huelga), cuyo cartera ocupó Fernando Suárez, y sustituyó al más «ultra» de sus ministros, José Utrera Molina, por el «aperturista» Fernando Herrero Tejedor, y a otros dos ministros falangistas (entre ellos Francisco Ruiz Jarabo, otro «ultra») por dos técnicos, «con lo que acentuó el carácter políticamente neutro, aunque favorable al aperturismo moderado» de su gobierno. Pero en junio fallecía en accidente de automóvil Herrero Tejedor y para sucederle Arias nombró a José Solís Ruiz, que había dejado atrás el «aperturismo».
Solís fue el que se encargó de desarrollar el decreto-ley de asociaciones en el seno de «la comunidad del Movimiento» y en agosto abrió el Registro Nacional de Asociaciones —la ventanilla— al que se presentaron la Unión del Pueblo Español, asociación montada desde el gobierno, con el propio Solís como principal promotor y con Adolfo Suárez, hombre de confianza del fallecido Herrero Tejedor, como presidente; Unión Nacional Española, encabezada por el tradicionalista Antonio María de Oriol; Frente Institucional, presidido por Ramón Forcadell; Frente Nacional Español, presidido por el falangista camisa vieja Raimundo Fernández Cuesta; Reforma Social Española, encabezada por el falangista Manuel Cantarero; Unión Democrática Española, presidida por el católico Federico Silva Muñoz; la Asociación Nacional para el Estudio de los Problemas Actuales (ANEPA), encabezada por el también católico Leopoldo Stampa; y la Asociación Proverista, presidida por Manuel Maysounave. Por su parte el sector «reformista» no aceptó el estrecho marco que ofrecían las asociaciones dentro de la «comunidad del Movimiento» y optó por fundar sociedades de estudios, embrión de futuros partidos políticos. La más importante fue FEDISA (Federación de Estudios Independientes) fundada por Manuel Fraga Iribarne —que más tarde crearía GODSA— y en la que se integraron Pío Cabanillas, José María de Areilza, Leopoldo Calvo-Sotelo, Francisco Fernández Ordóñez o Marcelino Oreja, este último miembro a su vez del colectivo demócrata-cristiano Tácito. Por su parte el liberal Joaquín Garrigues Walker fundó la Sociedad de Estudios Libra.
Conforme se veía más cercana la muerte del general Franco, se fue registrando un paulatino reforzamiento de la oposición antifranquista que al mismo tiempo fue convergiendo hacia la unificación de sus diversas propuestas para acabar con la dictadura. El modelo que se siguió fue el de la Assemblea de Catalunya, una plataforma unitaria creada en Barcelona en noviembre de 1971 que agrupaba a todos los partidos y organizaciones de la oposición antifranquista catalana sin excluir a los comunistas (PSUC en Cataluña). Además su lema reivindicativo «Llibertat, Amnistía i Estatut d'Autonomia» sería adoptado por toda la oposición.

Cartel de la Junta Democrática fundada en París en julio de 1974.

Así el 29 de julio de 1974 Santiago Carrillo, secretario general del Partido Comunista de España, presentó en París la Junta Democrática —el primer fruto del proceso de convergencia de la oposición de ámbito estatal— en la que además del PCE se integraron el Partido Socialista del Interior de Enrique Tierno Galván —que pronto comenzaría a llamarse Partido Socialista Popular—, el Partido Carlista —sector del Carlismo que había derivado hacia el «socialismo autogestionario» defendido por Carlos Hugo de Borbón Parma— y dos destacados monárquicos «juanistas», Antonio García Trevijano y Rafael Calvo Serer —que al parecer fueron los promotores de la idea— así como algunos grupos de la extrema izquierda comunista, como el Partido del Trabajo de España, y también las «comisiones obreras», cada vez más bajo la órbita del PCE. El programa de la Junta Democrática se basaba en la «ruptura democrática» con el franquismo mediante la movilización ciudadana. En el interior de España la Junta Democrática fue presentada clandestinamente en un hotel de Madrid en enero de 1975. Su propósito era la formación de un gobierno provisional que restableciese las libertades y convocara un referéndum sobre la forma de gobierno, monarquía o república.
Sin embargo, el PCE no consiguió integrar en su «organismo unitario» a las fuerzas de oposición que no estaban dispuestas a aceptar la hegemonía comunista —con el PSOE a su frente— y que además discrepaban con los integrantes de la Junta Democrática en un asunto fundamental: que estaban dispuestas a aceptar la monarquía de Juan Carlos si esta conducía al país hacia un sistema político plenamente representativo —frente al rechazo del «sucesor de Franco» por parte de la Junta Democrática—. Estos grupos acabaron constituyendo su propio organismo unitario en junio de 1975, llamado Plataforma de Convergencia Democrática, integrada por el PSOE —que acaba de renovar su programa y su dirección en el Congreso celebrado en octubre de 1974 en Suresnes, del que había salido elegido como nuevo secretario general un joven abogado laboralista sevillano, Felipe González, en sustitución del veterano Rodolfo Llopis— y los demócrata cristianos de oposición encabezados por José María Gil Robles y Joaquín Ruiz Giménez, además del PNV, el grupo de socialdemócratas del exfalangista Dionisio Ridruejo, y de varios grupos comunistas de extrema izquierda, como el Movimiento Comunista de España (MCE) y la Organización Revolucionaria de Trabajadores (ORT).

Bandera del FRAP, grupo de extrema izquierda que recurrió a la "lucha armada" para acabar con la dictadura. Tres de sus militantes fueron fueron fusilados el 27 de septiembre de 1975 al haber sido condenados en un consejo de guerra.

El inicio de la crisis económica en 1974, que se agravó en 1975 con el consiguiente aumento de la inflación (17%) y del desempleo (700 000 parados, el 5% de la población activa), y que coincidió con dos escándalos financieros (Reace y SOFICO), alimentó la oleada de huelgas y de movilizaciones obreras más importante de la historia del franquismo, que estuvieron acompañadas de las movilizaciones de los estudiantes universitarios —y la de los «nuevos movimientos sociales» como el vecinal y el feminista—. 
Además, la actividad terrorista aumentó, tanto de ETA —18 víctimas mortales en 1974 y 14 en 1975— como del FRAP—tres atentados en 1975 con resultado de muerte—, lo que a su vez recrudeció la represión, llegándose a aprobar en agosto de 1975 un decreto-ley «de prevención y enjuiciamiento de los delitos de terrorismo y subversión contra la paz social y la seguridad personal» que revalidaba la jurisdicción militar como en el primer franquismo. Esta espiral represiva se cebó especialmente en el País Vasco.

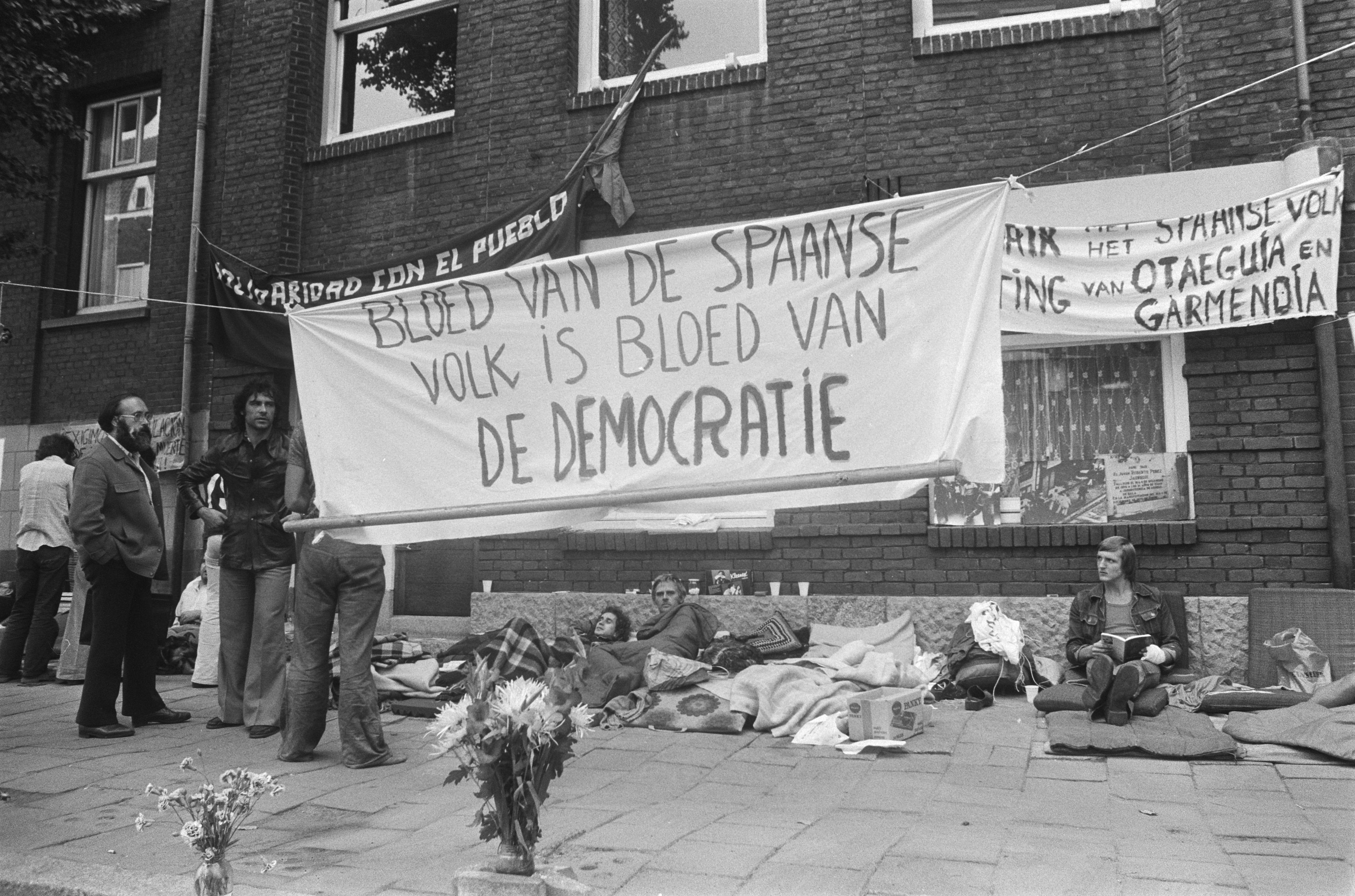
Acampada ante el consulado español en Ámsterdam en protesta por el consejo de guerra contra José Antonio Garmendia Artola y Ángel Otaegui. La pancarta principal dice en neerlandés: "La sangre del pueblo español es la sangre de la democracia". 2 de septiembre de 1975.

En aplicación de la legislación antiterrorista, entre el 29 de agosto y el 17 de septiembre de 1975 fueron sometidos a distintos consejos de guerra y sentenciados a muerte tres militantes de ETA y ocho del FRAP, lo que provocó una importante respuesta popular y de rechazo en el exterior, así como peticiones de clemencia por parte de los principales dirigentes políticos europeos —incluido el Papa Pablo VI—. A pesar de ello, Franco no conmutó las penas de muerte a dos de los tres militantes de ETA (Ángel Otaegui y Juan Paredes Manot) y a tres de los ocho del FRAP (José Luis Sánchez Bravo, Ramón García Sanz y José Humberto-Francisco Baena), y los cinco fueron fusilados el 27 de septiembre de 1975. Este hecho, calificado como «brutal» por la mayor parte de la prensa europea, no hizo sino acentuar el rechazo internacional al franquismo y dio lugar a que se produjeran numerosas manifestaciones antifranquistas en las principales ciudades europeas. Asimismo, los embajadores de los principales países europeos abandonaron Madrid, con lo que el régimen franquista volvía a experimentar un aislamiento y reprobación muy similares a los que había sufrido en la inmediata posguerra mundial. El papa Pablo VI manifestó «su vibrante condena de una represión tan dura que ha ignorado los llamamientos que de todas partes se han elevado contra aquellas ejecuciones». «Por desgracia no hemos sido escuchados», concluyó. Por su parte la Comisión Permanente de la Conferencia Episcopal hizo público un escrito en el que, tras condenar el terrorismo, afirmaba que «no basta con las medidas represivas» y que «la leal postura de oposición política o de crítica al gobierno... no puede ser legítimamente considerada como acto delictivo».
Como respuesta, el 1 de octubre de 1975 el Movimiento organizó una concentración de apoyo a Franco en la plaza de Oriente de Madrid. En su discurso un Franco muy débil y casi sin voz volvió a hablar de que existía una «conspiración masónica e izquierdista» en «contra de España». Fue la última vez que el general Franco apareció en público.

Todas las protestas habidas obedecen a una conspiración masónica e izquierdista en la clase política, en contubernio con la subversión comunista-terrorista en lo social, que si a nosotros nos honra, a ellos les envilece... Evidentemente, el ser español ha vuelto a ser hoy algo en el mundo.

Ese mismo día hacía su aparición un grupo comunista de oscura procedencia que asesinó a cuatro policías en Madrid, por lo que acabaría autodenominándose GRAPO, Grupo de Resistencia Antifascista Primero de Octubre. La «Junta Democrática» y la «Plataforma» emitieron su primer comunicado conjunto en el que se comprometían a «realizar un esfuerzo unitario que haga posible la formación urgente de una amplia coalición organizada democráticamente, sin exclusiones, capaz de garantizar el ejercicio, sin restricciones, de las libertades políticas».
Doce días después de la gran concentración de la Plaza de Oriente, el general Franco caía enfermo. El 30 de octubre, consciente de su gravedad —ya había sufrido dos infartos— traspasó sus poderes al príncipe Juan Carlos. El 3 de noviembre era operado a vida o muerte en un improvisado quirófano en el mismo palacio de El Pardo, siendo trasladado a continuación al hospital «La Paz» de Madrid, donde fue sometido a una nueva intervención quirúrgica.
Mientras esto sucedía el príncipe Juan Carlos, jefe del Estado interino, tuvo que hacer frente a la gravísima crisis que se estaba gestando en la colonia del Sahara Occidental, como consecuencia de la Marcha Verde de civiles marroquíes que había organizado el rey de Marruecos, Hassan II, para forzar a España a que le entregara el control del territorio que reclamaba como integrante de su soberanía. El 14 de noviembre se alcanzaba un acuerdo pacífico por el que España se retiraba de la colonia y cedía su administración a Marruecos —la mitad norte— y a Mauritania —la mitad sur—.
A primera hora de la mañana del 20 de noviembre de 1975 el presidente del gobierno Carlos Arias Navarro anunciaba por televisión el fallecimiento del «Caudillo» y a continuación leía su último mensaje, el llamado testamento político de Franco. La capilla fúnebre fue instalada en el Palacio de Oriente de Madrid, donde se formaron largas colas para acceder al salón donde se encontraba el féretro descubierto que contenía su cadáver. Al funeral posterior no asistió ningún jefe de Estado ni de Gobierno, salvo el dictador chileno Augusto Pinochet, un gran admirador de Franco.